# Geschichte Thailands

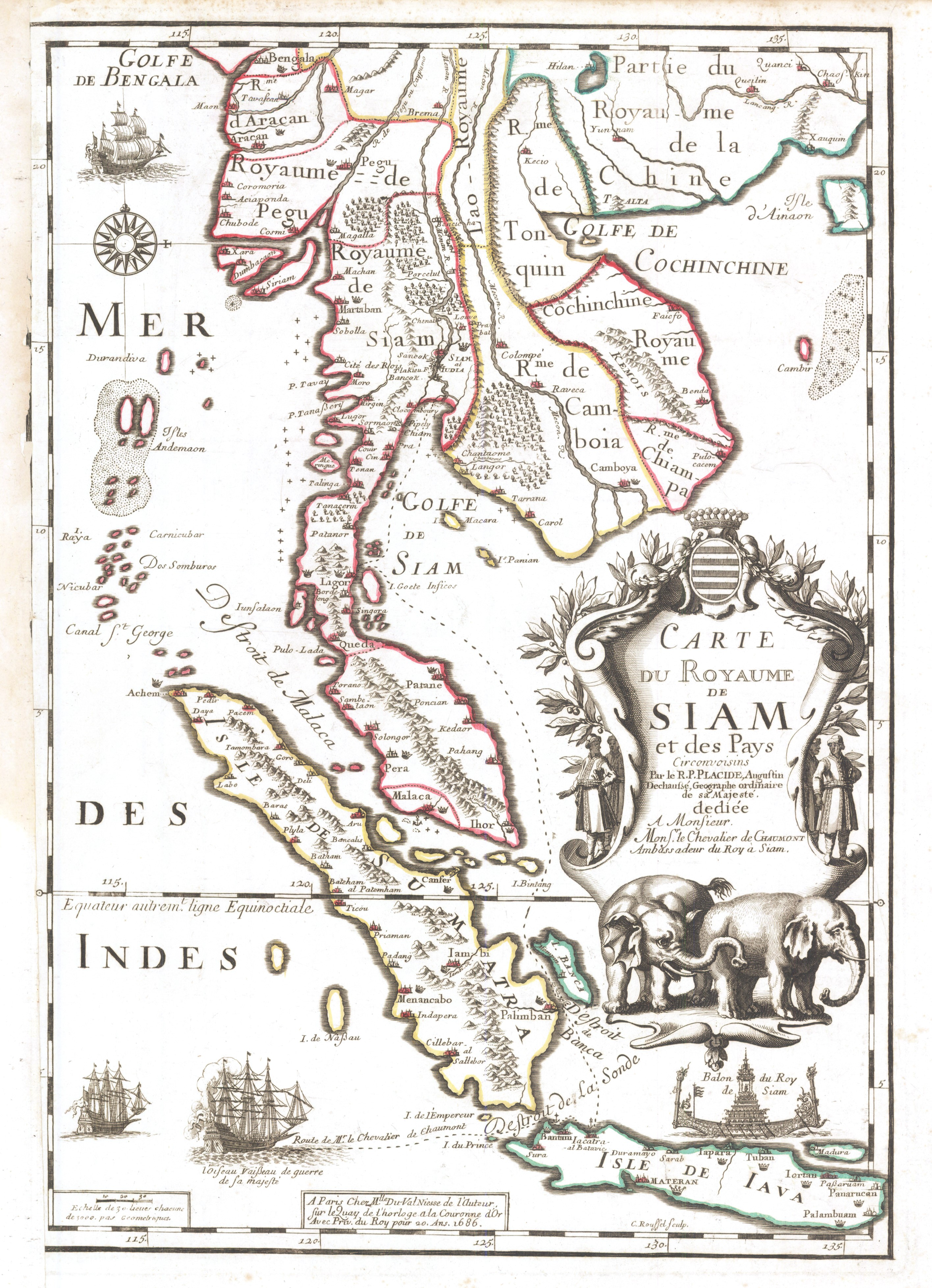
Historische Karte von Siam und umliegenden Ländern, Frankreich, 1686

Die Geschichte Thailands (bis 1939 Siam) betrachtet die Ereignisse auf dem heutigen Territorium des Staates Thailand und der mit ihm zusammenhängenden Nachbarregionen, wie Myanmar, Laos, Kambodscha und die Malakka-Halbinsel über einen Zeitraum von mehreren Tausend Jahren vor der Zeitenwende bis heute.

## Geschichtliche Perioden
- Vorgeschichte und Wanderungsperiode
- Das Königreich von Sukhothai (1238–1438)[1]
- Das Königreich von Ayutthaya (1351–1767)[1]
- Thonburi-Periode (1767–1782) als Übergangszeit zur[1]
- Rattanakosin-Periode unter der Chakri-Dynastie (1782 bis Gegenwart)[1]

Diese klassische Einteilung der thailändischen Geschichtsschreibung ist allerdings auf die Staatswesen Zentralthailands fokussiert. Sie lässt außer Acht, dass die außerhalb des Zentrums gelegenen Regionen des heutigen Thailands ihre eigenen Geschichtsverläufe hatten. Dies waren insbesondere das Königreich Lan Na im heutigen Nordthailand, die Staaten der Lao im heutigen Isan (Nordostthailand) und das Sultanat Patani im äußersten Süden. Erst seit dem letzten Viertel des 18. Jahrhunderts sind diese Regionen unter stetigem politischen Einfluss des früheren Siam.

## Vorgeschichte
1967 begannen im Dorf Ban Chiang in der nordostthailändischen Provinz Udon Thani archäologische Ausgrabungen, bei denen eine besondere, mit Rot auf gelbbraunem Ton bemalte Keramik zu Vorschein kam. Die ältesten Funde aus dem Neolithikum stammen aus der zweiten Hälfte des 4. Jahrtausends v. Chr. Der Beginn der Bronzezeit in Ban Chiang wird frühestens Anfang des 2. Jahrtausends oder um 1500 v. Chr. datiert. Felszeichnungen finden sich in Phu Phrabat (Udon Thani) und Pha Taem (Ubon Ratchathani).
Die neolithischen Kulturen im heutigen Thailand lassen sich jedoch mit den heutigen Thai nicht in Verbindung setzen. Diese wanderten aus anderen Gebieten ein und trafen dabei auf andere Völker. Während der Antike gehörte das Gebiet des heutigen Thailands zum Kulturraum Suvarnabhumi („Goldenes Land“), dessen Stadtstaaten mit China und Indien handelten und von dem auch Griechen und Römer berichteten. Intensive Handelskontakte und Technologieaustausch mit Indien sind durch Funde in den Ausgrabungsstätten Khao Sam Kaeo in der Provinz Chumphon und Ban Don Ta Phet in Kanchanaburi belegt. Bei der Ausgrabung der historischen Stadt U Thong in der heutigen Provinz Suphan Buri sowie der vermuteten Hafenstadt Khuan Lukpat in Krabi wurden römische Münzen sowie Siegel mit Darstellungen aus der griechisch-römischen Mythologie entdeckt.

## Frühe Reiche und erste Zeugnisse der Thai

### Funan, Dvaravati, Chenla

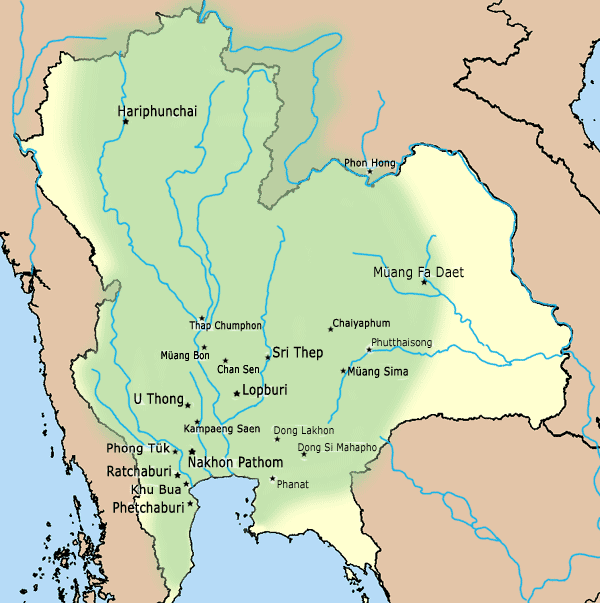
Einflussgebiet der Davaravati-Kultur

Die älteste heute bekannte Zivilisation war Funan, das erste „indisierte Reich“ in Südostasien, das in der ersten Hälfte des 1. Jahrtausends n. Chr. bestand. Sein Zentrum wird im Mekongdelta, in Südvietnam und Kambodscha lokalisiert, zu seinem Einflussbereich gehört aber vermutlich auch Ostthailand. Seine Kultur war vom Hinduismus und Buddhismus geprägt, Inschriften wurden überwiegend auf Sanskrit verfasst.
Das erste historisch nachweisbare Staatswesen bzw. Staatennetzwerk auf dem Gebiet des heutigen Zentralthailand war die Dvaravati-Kultur. Deren Zentren lagen wahrscheinlich im heutigen Lop Buri (Lavo) und Nakhon Pathom, ihr kultureller Höhepunkt wurde im 6. bis 9. Jahrhundert erreicht. Träger dieser Kultur waren buddhistische Mon, die von Landwirtschaft und Handel lebten. Ihre wichtigsten Zeugnisse sind kunstvolle Buddhastatuen und Dharmachakras („Gesetzesräder“), aber auch Münzen. Neben einheimischen Münzen wurden auch römische gefunden, was auf frühen interkontinentalen Handel hindeutet. Ein Ableger Dvaravatis im heutigen Nordthailand war Haripunjaya, das vom 9. bis 13. Jahrhundert bestand und sein Zentrum im heutigen Lamphun hatte. Auch im heutigen Nordostthailand, in den Tälern der Flüsse Chi und Mun, gibt es Fundstätten, deren Kulturen mit jener Dvaravatis verwandt sind.
Teile Nordostthailands gehörten vermutlich zur Einflusszone von Chenla, einem Vorläufer des Khmer-Reichs von Angkor, bzw. nach dessen Spaltung Anfang des 8. Jahrhunderts zu „Land-Chenla“ oder Wendan (diese Bezeichnungen stammen aus chinesischen Chroniken, die jeweilige Eigenbezeichnung ist nicht überliefert). Weitere bedeutende Fundplätze aus dieser Phase sind Si Thep in Nord- und Mueang Sema in Nordostthailand, deren Zugehörigkeit zu Dvaravati oder Chenla/Wendan unter Historikern umstritten ist. Gleiches gilt für die Lokalisierung des in Steininschriften erwähnten Staats Canasapura.

### Herkunft der Tai
Die Tai (Vorfahren u. a. der heutigen Thai und Lao) wanderten einer These zufolge über einen längeren Zeitraum aus dem Norden entlang der Flüsse Mekong, Chao Phraya und Irrawaddy in das Gebiet des heutigen Thailand ein. Das ursprüngliche Siedlungsgebiet der Tai ist nicht genau geklärt. Möglicherweise stammen die Tai aus dem heutigen Südchina und Nordvietnam und wurden durch den Druck der Chinesen und Vietnamesen zur Migration Richtung Süden gezwungen. Laut anderen Thesen siedelten die Tai in Nord- oder Zentralchina oder sie waren die Grundbevölkerung des Nanzhao-Reiches; beide Thesen sind jedoch aus heutiger Sicht nicht haltbar. Es ist jedoch wahrscheinlich, dass die Tai südliche Gebiete des Nanzhao-Reiches besiedelten, denn aus chinesischen Quellen geht hervor, dass sie aufgrund ihrer kriegerischen Aktivitäten gefürchtet waren.
Die These, dass die Tai aus China vertrieben wurden und in das Gebiet des heutigen Thailand eingewandert sind, wurde vor allem von den nationalistischen Historikern Prinz Damrong Rajanubhab und Wichitwathakan in den 1920er- und 1930er-Jahren verbreitet, in deren anti-chinesische Ideologie sie sich gut einpassen ließ. Seit den 1980er-Jahren wird sie jedoch auch von thailändischen Geschichtswissenschaftlern bezweifelt. Gegen eine Vertreibung spricht, dass in China nach wie vor verschiedene mit den Thai verwandte Tai-Völker leben. Stattdessen könnte sich das Siedlungsgebiet der Tai-Völker von jeher über Südchina und weite Teile Südostasiens, einschließlich des heutigen Thailands, erstreckt haben. Auch der US-amerikanische, auf Thailand spezialisierte Historiker David K. Wyatt (1937–2006) war überzeugt, dass bereits im 8. Jahrhundert christlicher Zeitrechnung Tai-Völker im nördlichen Südostasien, einschließlich des äußersten Norden des heutigen Thailands, verbreitet waren.
Die Tai, ein Bauernvolk, welches Reis auf Bewässerungsfeldern in Ebenen und Tälern anbaute und teils Brandrodungsfeldbau betrieb, stießen bei ihrer Wanderung auf zivilisatorisch weiterentwickelte Völker. Es kam zu Durchmischung und Assimilierung, wobei sich das Tai-Element durchsetzte. Warum sich die Tai gegenüber der bereits ansässigen Bevölkerung durchsetzen konnten, wird teilweise durch ihre Organisation in multiethnischen Müang erklärt. Tai und Nicht-Tai lebten zusammen in diesen Dorfverbünden, wodurch die Assimilation gefördert wurde.

### Einflussgebiet von Angkor

Größte Ausdehnung des Einflussbereichs von Angkor

Ab dem 9. bis zu Beginn des 13. Jahrhunderts wurden wichtige Teile des heutigen Thailands vom Khmer-Reich von Angkor beherrscht. Bis um 1050 dehnte Angkor sich auf Kosten der Mon-Reiche bis Zentralthailand aus. Lop Buri, ein altes Zentrum der Dvaravati-Kultur und unabhängiges Königreich der Mon geriet unter Kontrolle der Khmer und wurde eines der wichtigsten Zentren ihres Reichs neben der Hauptstadt Angkor.
Im benachbarten Birma wurde ab dem 11. Jahrhundert unter König Anawrahta das Bagan-Reich zu einer bedeutenden Macht. Die malaiische Halbinsel mit dem Süden des heutigen Thailand wurde vom Srivijaya-Reich geprägt. Für das 13. Jahrhundert findet sich in den chinesischen Chroniken der Hinweis auf ein Reich namens Chen-li-fu, wobei nicht genau geklärt ist, welches Volk dieses Reich gegründet hat; es ist nicht ausgeschlossen, dass es sich hierbei um eine der ersten Staatsgründungen der Tai handelt. Nördlich von Thailand, im heutigen Yunnan, lag Nanzhao, in dessen Südteil damals wahrscheinlich Tai-Völker siedelten. Nanzhao wurde 1253 von den Mongolen erobert.
Erste schriftliche Belege von der Anwesenheit der Tai als Sklaven finden sich auf Inschriften in Bagan, die um 1120 entstanden sind. Inschriften aus dem Cham-Reich (Mitte des 11. Jahrhunderts), berichten von Syam-Sklaven. Im 12. Jahrhundert ist schließlich belegt, dass Thai („Syam“) in den Heeren von Angkor präsent waren. Bildnisse aus Angkor-Tempeln zeigen deutlich, dass die Thai-Kontingente andere Haartracht und Bekleidung bevorzugten als die Khmer.
Die Bevölkerung des von Angkor aus regierten Machtbereichs war ethnisch heterogen. Während in seinem Zentrum (über das heutige Gebiet von Kambodscha hinaus vermutlich auch in Südlaos, dem Süden des heutigen Isan und Ostthailand) die herrschenden Khmer die Mehrheit stellten, lebten an seinen Rändern andere Völker. Im Westen, also der Chao-Phraya-Ebene und weiter nördlich entlang des Ping-Flusses um die heutigen Städte Chiang Mai und Lamphun waren dies zunächst mehrheitlich buddhistische Mon. In der Spätzeit der Angkor-Herrschaft lassen sich am mittleren Mekong (heute Laos), wie auch im heute zentralthailändischen Chao-Phraya-Becken zunehmend Tai-Stämme (also die Vorfahren der heutigen Thai und Lao) nachweisen. Da diese ihren eigenen Stammesherren die Treue hielten und damit potentielle Quelle für Aufstände und Unruhen waren, setzten die Khmer-Herrscher oftmals Tai-Fürsten als lokale, tributpflichtige Herrscher ein. In einigen Fällen gaben Khmer-Kaiser ihnen sogar eine ihrer Töchter zur Frau, um ihre Bindung zu stärken. Dennoch behielten die Tai, aufgrund ihrer eigenen Sprache und Religion (dem Theravada-Buddhismus, die Khmer waren brahmanische Hinduisten) eine eigenständige ethnische Identität.

### Erste Tai-Staaten
Die ersten unabhängigen Staatsgründungen der Tai waren wahrscheinlich nicht von langer Dauer. Die ältesten Überlieferungen erzählen von einem Land namens Yonok, das ab dem neunten Jahrhundert existiert haben soll. Es wird am oberen Mekong, südlich von Nanzhao, westlich von Dai Viet und nördlich vom Machtbereich der Khmer lokalisiert. Seine Bewohner bekannten sich den Chroniken zufolge zum Buddhismus und lebten vom Reisanbau. Wahrscheinlich kam es bereits zu dieser Zeit zu Zusammenstößen mit den Khmer. In Oberbirma siedelten sich die Shan, ein weiteres Tai-Volk, an und schwächten Bagan entscheidend, bis seine Hauptstadt 1298 zerstört wurde. Dies und der langsame Niedergang des Khmer-Reiches erlaubte es den Tai, eigene größere und stabile politische Einheiten zu bilden, etwa um Luang Prabang (heute nördliches Laos) oder das westlich des heutigen Chiang Rai von Prinz Phrom gegen Ende des 10. Jahrhunderts gegründete Wiang Chaiprakan (an der Stelle der heutigen Stadt Fang), dessen Einflussgebiet sich bis nach Sawankhalok (heute in der Provinz Sukhothai) ausdehnte.
Das 13. Jahrhundert wird von David K. Wyatt als ein „Jahrhundert der Tai“ bezeichnet. Gab es um 1200 nur ein einziges unabhängiges Tai-Fürstentum im äußersten Norden des heutigen Thailands, waren zu Beginn des 14. Jahrhunderts weite Teile des zentralen südostasiatischen Festlands von Tai-Königen beherrscht. Damit einher ging ein Niedergang der alten Mon-Staaten, des birmanischen Reichs Pagan und vor allem des Khmer-Reichs von Angkor. In diesem Sinne beginnt im 13. Jahrhundert die eigentliche Geschichte Thailands.

## Das Reich von Sukhothai (1238 bis 1438)

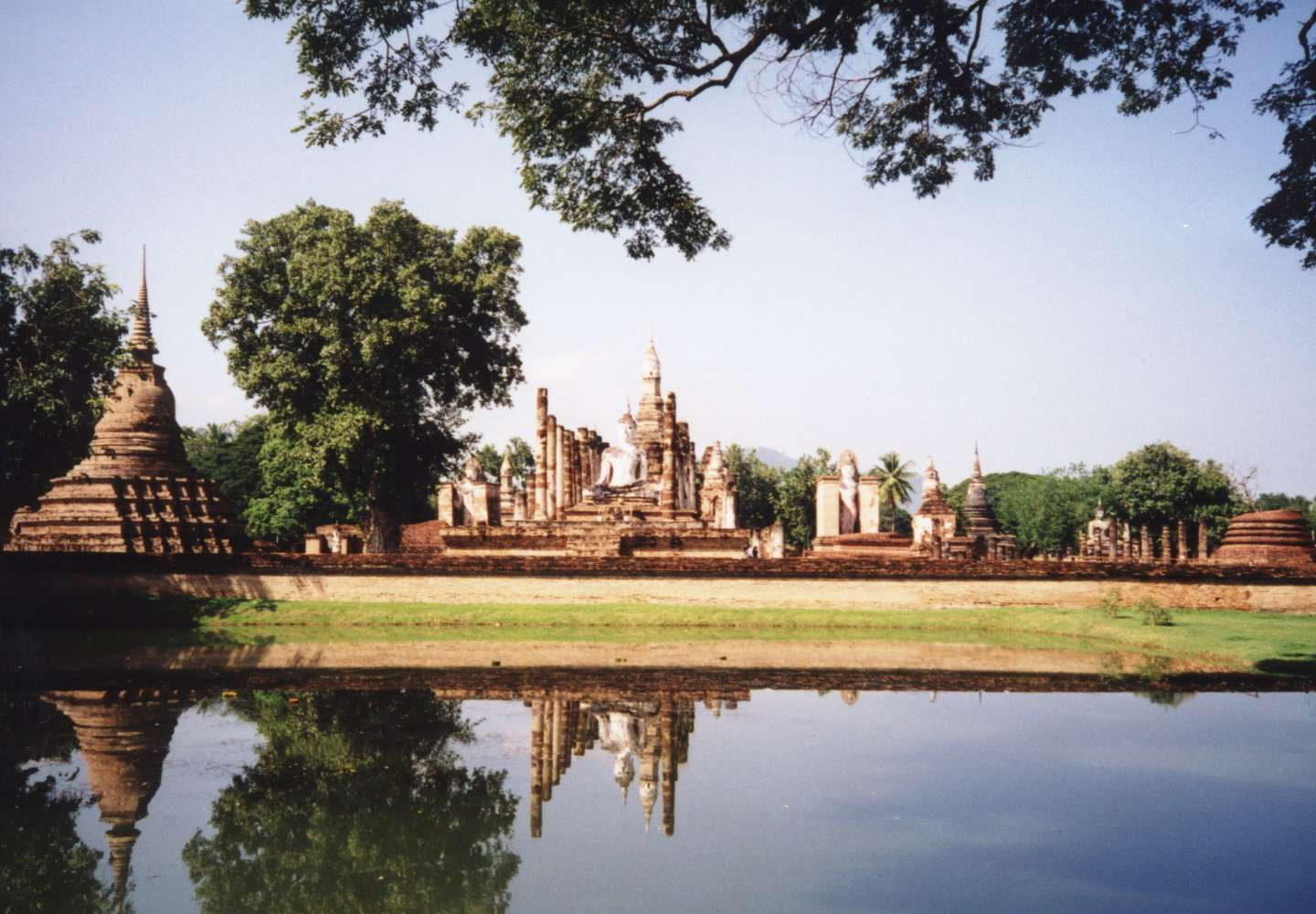
Sukhothai

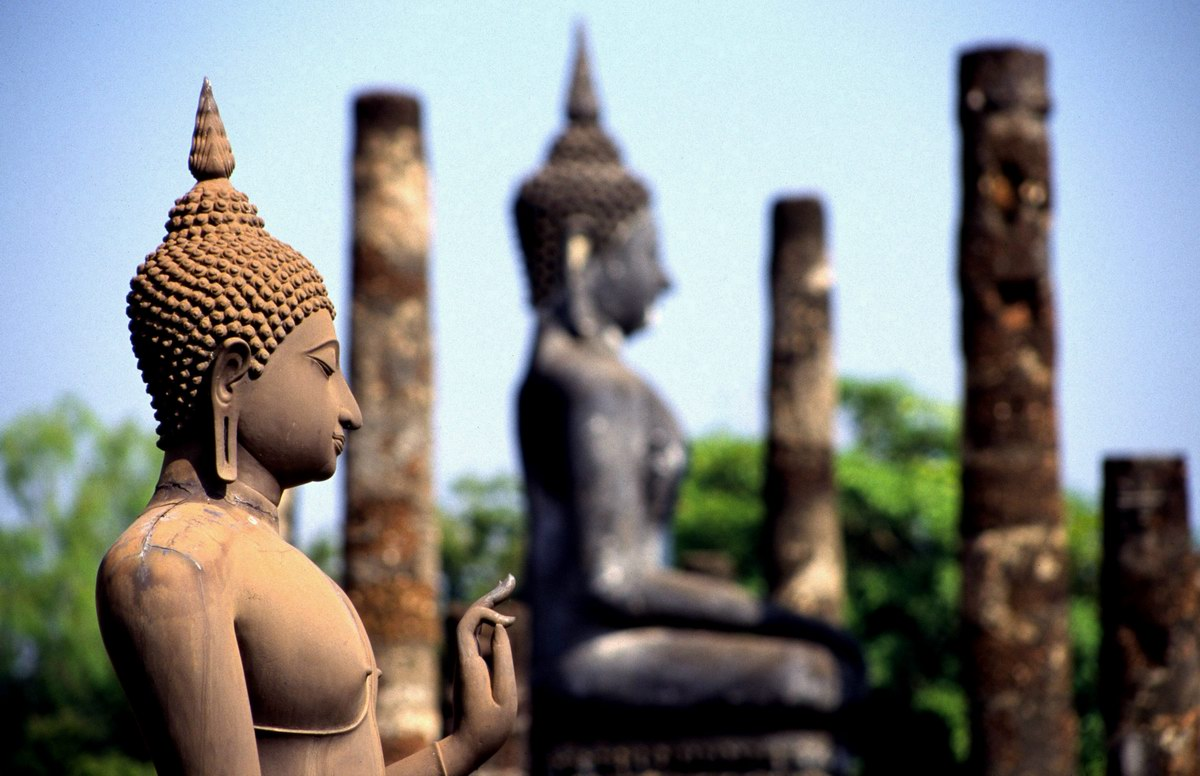
Wat Mahathat - Sukhothai

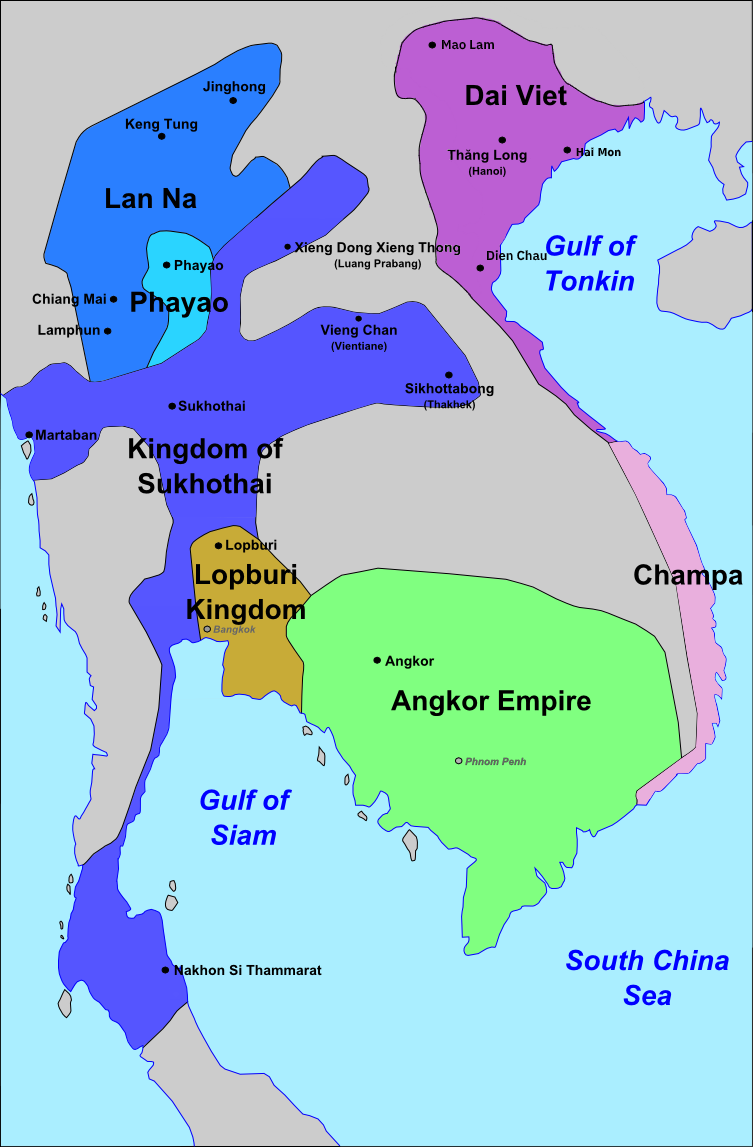
Königreich Sukhothai und seine Nachbarn (Ende des 13. Jahrhunderts)

Der Gouverneur von Mueang Bang Yang, einer Provinz im nördlichen Chao-Phraya-Becken, damals der westlichste Teil des Einflussgebiets von Angkor, setzte sich nach einer Rebellion gegen die Oberherrschaft der Khmer an die Spitze eines Thai-Staates und ließ sich im Jahre 1238 als Sri Indraditya zum König krönen. Ihre Hauptstadt nannten die Thai Sukhothai.
Der bedeutendste Herrscher von Sukhothai war König Ramkhamhaeng (1275–1298). Zu Beginn seiner Herrschaft waren nur einige Städte in der Umgebung Sukhothais unter seiner Kontrolle, bei seinem Tod entsprach der Einflussbereich Sukhothais etwa dem des heutigen Thailand. Außenpolitisch normalisierte Ramkhamhaeng die Beziehungen mit China, indem er eine Tributgesandtschaft entsandte. Die Kooperation mit den anderen Thai-Königen Mangrai (Königreich Lan Na) und Ngam Mueang (Phayao-Reich) gegen die von Norden her drohenden Mongolen ist bemerkenswert, ebenso der Respekt, mit dem die Herrscher einander begegneten. Innen- wie außenpolitisch wurde die Vorherrschaft der Khmer für immer beseitigt.
Es gibt eine Steininschrift, die auf das Jahr 1292 datiert ist und die Ramkhamhaeng zugeschrieben wird. Sie befindet sich heute im Nationalmuseum Bangkok, ihre Authentizität ist allerdings umstritten. Darin wird berichtet, wie Ramkhamhaeng das Land regiert haben soll. Demzufolge beachtete er die Treue des Sohnes vor dem Vater, war milde zu gefangenen Feinden, respektierte das Eigentum und das Erbe seiner Untertanen und schuf keine Handelshemmnisse. Es soll eine Glocke gegeben haben, an der jeder seiner Untertanen läuten konnte, um vom König angehört zu werden. Die Inschrift behandelt auch ein Bekenntnis zum Buddhismus sowie die Verehrung des Geistes Phra Khapung. Die Inschrift schreibt Ramkhamhaeng auch die Entwicklung der thailändische Schrift im Jahr 1283 zu. Obwohl sich der Herrscher als Vater seiner Untertanen sah und der Milde, die den Herrschern von Sukhothai nachgesagt wird, kannte dieser Staat eine recht klare soziale Differenzierung zwischen Freien, Sklaven und Aristokraten. Aus dem später erstellten Mangraisat geht hervor, dass alle Freien die Hälfte ihrer Arbeitskraft dem Herrn schuldeten.
Es herrschte das Prinzip, dass, wer ein Stück Natur urbar machte, den Besitz an diesem Land erwarb. In Wirtschaftsfragen galt weithin das Laissez-faire-Prinzip. Dies führte zu einer raschen wirtschaftlichen Entwicklung und schneller territorialer Ausbreitung. Sukhothai erfreute sich hohen wirtschaftlichen Wohlstandes, und im Inneren herrschte weitgehend Frieden.
Im Sukhothai-Reich wurde der Theravada-Buddhismus von den Mon übernommen und tief in der Gesellschaft verankert. Es wurden zahlreiche Buddha-Bildnisse mit den charakteristischen weichen Formen geschaffen. Die Kunst Sukhothais gilt heute als originellste und schönste in der Geschichte Thailands. Die Nachfolger Ramkhamhaengs waren neben Königen auch buddhistische Gelehrte; König Li Thai schuf das erste siamesisch-buddhistische Buch namens Predigt über die drei Welten.
Die Nachkommen Ramkhamhaengs waren alle keine großen Feldherren, das Reich verlor schnell Einfluss und Territorium, bereits Ramkhamhaengs Enkel Li Thai soll sich freiwillig seinem überlegenen Nachbarn Ayutthaya, gebeugt und abgedankt haben.

## Lan Na
Auf Basis des Fürstentums Ngoen Yang (heute Chiang Saen) gründete Mangrai in der zweiten Hälfte des 13. Jahrhunderts in Nordthailand ein Königreich, das Lan Na – „Land der Millionen Reisfelder“ – genannt wurde. Ihm gelang die Eroberung des einflussreichen und wirtschaftlich erfolgreichen, von Mon regierten Staats Haripunjaya und er ließ sich 1281 in Lamphun krönen. Mangrai gründete Chiang Rai und Chiang Mai, widersetzte sich der Gefahr der Mongolen, die das Reich von Norden bedrohten, und schloss einen Freundschaftsvertrag mit König Suddhasoma von Pegu. Lan Na und andere Königreiche in Nordthailand behielten über mehrere Jahrhunderte hinweg gegenüber dem restlichen Thailand ein großes Maß an Unabhängigkeit.

## Das Reich von Ayutthaya (1351 bis 1767)

### Frühe Periode

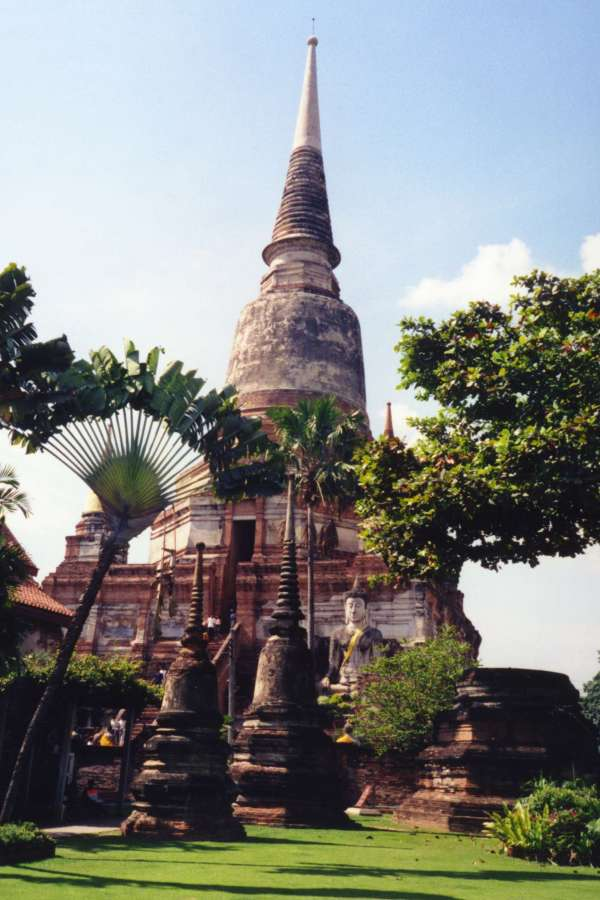
Der auf Befehl von Ramathibodi I. erbaute Wat Yai Chai Mongkon

Das Königreich Ayutthaya wurde durch den charismatischen Fürsten und ersten König Ramathibodi I. im Jahre 1351 gegründet und bestimmte in der Folge für etwa 400 Jahre mit 33 Herrschern und sieben Dynastien das Geschehen im heutigen Thailand. Den frühen Königen, besonders Borommaracha II., gelang es während einer Periode von etwa 100 Jahren, eine Hegemonie über alle Fürstentümer im heutigen Thailand aufzubauen und diese durch Unterwerfung oder Aufbau von Verwandtschaftsverhältnissen an sich zu binden. Darunter war auch Sukhothai, welches erst nach 1438 absorbiert werden konnte. Die Hauptstadt des östlich gelegenen Angkor-Reiches wurde zweimal erobert; zahlreiche Kriegsgefangene, darunter hohe Beamte, Brahmanen und Künstler des Reiches wurden als Kriegsgefangene in Ayutthaya angesiedelt. Das Resultat war, dass das Khmer-Reich niederging und dass viele Traditionen von Angkor im Königreich Ayutthaya weitergeführt wurden. Dazu gehörte etwa das gottgleiche Königtum im Unterschied zum väterlichen Königtum Sukhothais. Im Süden des Landes kam es zu einer Konfrontation mit dem Sultanat Malakka. Der Norden des heutigen Thailand konnte jedoch nicht permanent unter die Herrschaft von Ayutthaya gebracht werden und blieb weitgehend unabhängig.

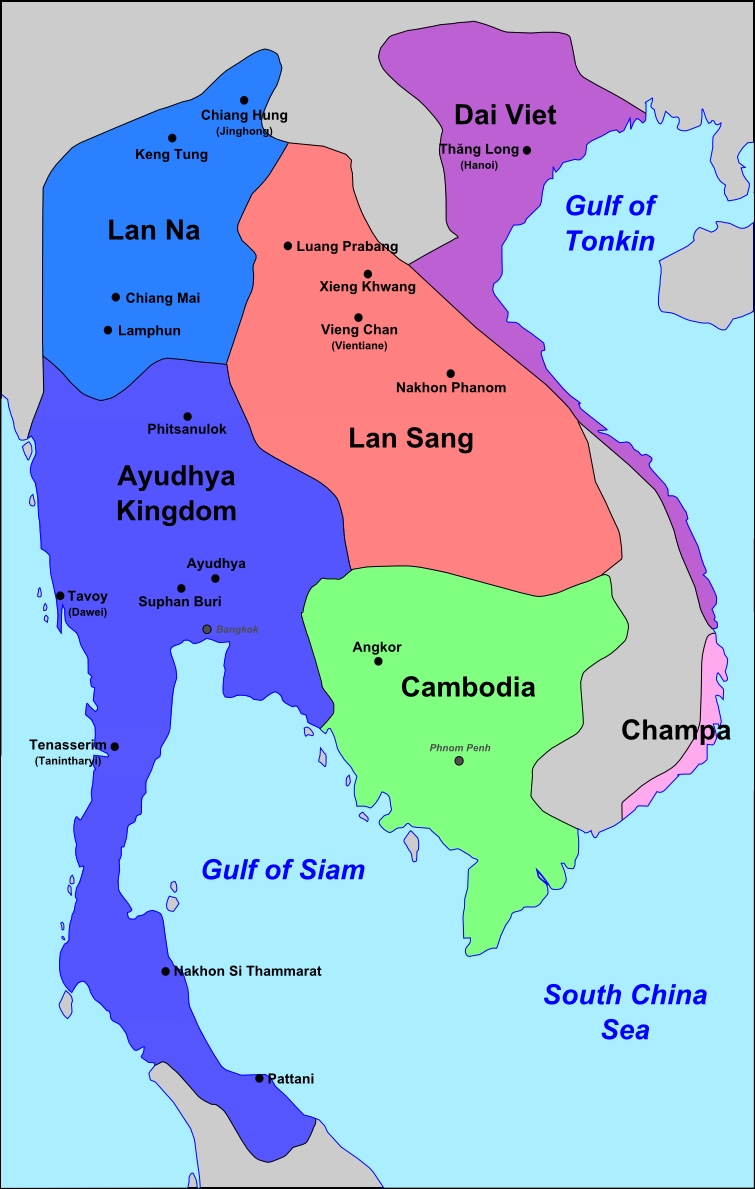
Einflusszonen der Reiche (Mandalas) auf der Indochinesischen Halbinsel um 1540

Unter König Trailok wurde das von Ayutthaya beherrschte Gebiet zentralisiert, die Macht der Regionalfürsten begrenzt und das Sakdina-System eingeführt, welches dem König eine effiziente Mobilmachung von Arbeitskräften oder Truppen für den Kriegsfall ermöglichte. Ayutthaya verfügte somit über das effizienteste Staatswesen in Südostasien, schwächte sich aber immer selbst durch lähmende Rivalitäten um den Thron. Eine solche Periode der Schwäche führte in der Mitte des 16. Jahrhunderts zu einer erfolgreichen Invasion der Birmanen, die unter Bayinnaung zunächst Lan Na eroberten und die 1569 die Hauptstadt einnahmen. Prinz Naresuan, der später König wurde, gelang es nach Freilassung aus seiner Gefangenschaft in Birma, neue Truppen aufzustellen, die Birmanen abzudrängen und schließlich den Thronfolger der Birmanen in der Schlacht von Nong Sarai zu töten. Naresuan konnte seine Herrschaft in der Folge schnell festigen und es gelang ihm auch, die bedeutenden Handelsstädte Tenasserim und Tavoy zu erobern.

### Auseinandersetzung mit den Kolonialmächten

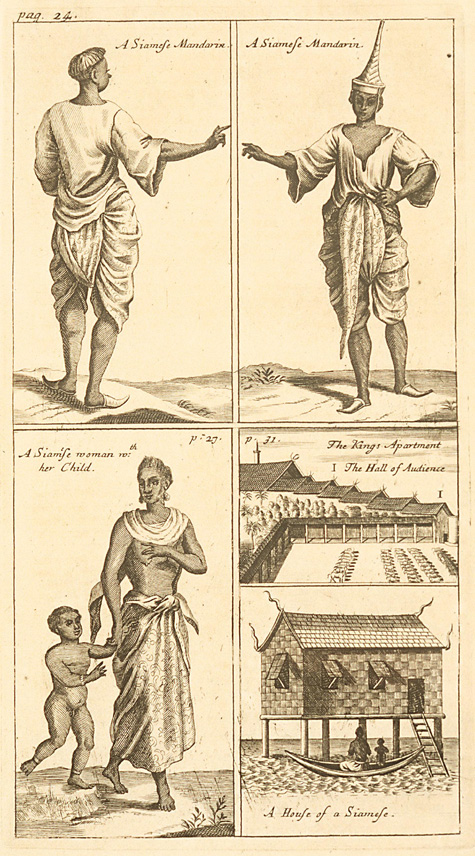
Kupferstich von Simon de La Loubère (1642–1729)

Traditionell lebten in Ayutthaya zahlreiche chinesische, persische und arabische Händler. Die ersten Europäer, die in das Land kamen, waren die Portugiesen im Jahre 1511. Sie schlossen einen Vertrag, der ihnen die Einrichtung eines Handelsstützpunktes im Austausch für Waffen und Söldner gestattete. Die erste Hälfte des 17. Jahrhunderts, in denen die Könige Ekathotsarot, Songtham und Prasat Thong regierten, stand dann ganz im Zeichen der Auseinandersetzung mit den Kolonialmächten Niederlande, Großbritannien und Frankreich. Sie alle gründeten Handelsniederlassungen und Faktoreien in Südthailand und vor den Toren der Hauptstadt. Die Könige von Ayutthaya profitierten von der Anwesenheit der Europäer, die sich beim Bau von Befestigungsanlagen und Palästen hervortaten. Im Gegenzug wurden die Einrichtungen von katholischen Missionen erlaubt. Siamesische Delegationen besuchten die Niederlande und Frankreich. Ausländer brachten es sogar auf hohe Positionen als Provinzgouverneure, Minister oder Berater des Königs, wie etwa der Grieche Constantine Phaulkon. Die Rivalität zwischen den Kolonialmächten, die von den Siamesen auch zu ihren Gunsten ausgenutzt wurde, bedingte eine Anwesenheit von Soldaten und die Befestigung der Handelseinrichtungen. Dies missfiel vor allem dem siamesischen Adel, der 1688 eine Krankheit des Königs Narai zum Anlass nahm zu revoltieren, Phetracha zum neuen König einzusetzen, den einflussreichen Phaulkon hinzurichten, die Ausländer auszuweisen und die Missionierung zu verbieten. Dieses Ereignis, das auch als Siamesische Revolution bezeichnet wird, führte dazu, dass die Europäer in der Geschichte des Landes der nächsten 150 Jahre keine Rolle mehr spielten.

### Goldenes Zeitalter und Niedergang von Ayutthaya

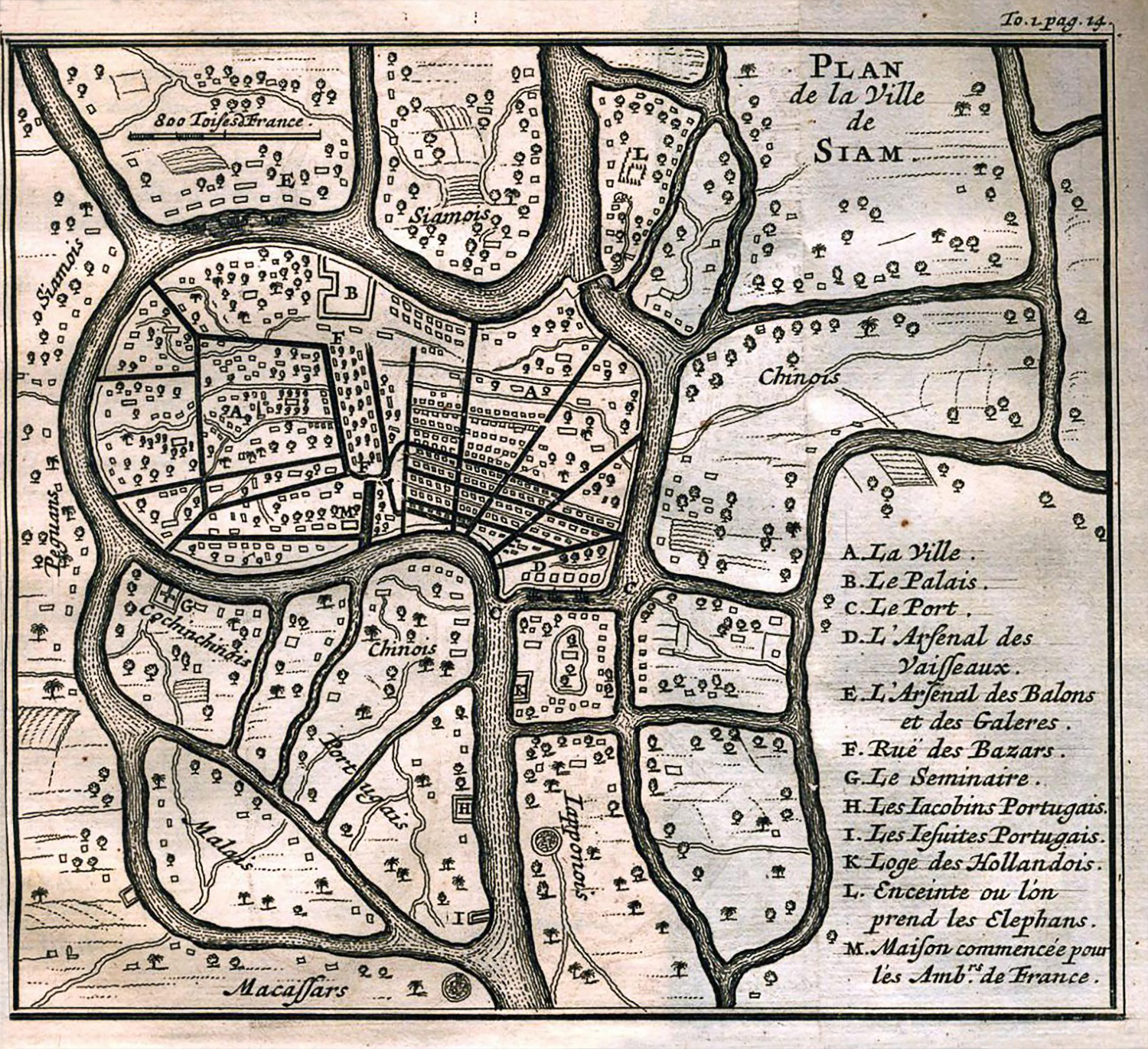
Ayutthaya im 17. Jahrhundert

Das Land schottete sich nach 1688 jedoch nicht ab, sondern führte einen blühenden Handel mit seinen Nachbarn sowie China, Persien und Arabien. Es begann eine Periode, die trotz blutiger Kämpfe um den Thron von Frieden und Stabilität gekennzeichnet war. Es blühten Kunst, Literatur und Theater. Diese Zeit bildete den Höhepunkt der Literatur Thailands, der königliche Hof wurde Mittelpunkt des literarischen Lebens. Übersetzungen aus dem Sanskrit, dem Khmer, dem Pali und aus dem Javanischen förderten die Ausdruckskraft der Thai-Sprache. Viele Bauprojekte wurden verwirklicht, die Hegemonie über Laos und Kambodscha wurde durchgesetzt. Gleichzeitig jedoch gelang es den führenden Familien des Landes, ihre Kontrolle über die Untertanen des Landes auf Kosten jener des Königs auszuweiten. Die Zentralgewalt wurde somit geschwächt, den außenpolitischen Möglichkeiten des Landes wurden Grenzen gesetzt.
Gleichzeitig zum goldenen Zeitalter in Ayutthaya etablierte sich im benachbarten Birma die Konbaung-Dynastie, die nach ihrer Konsolidierung eine aggressive Expansionspolitik betrieb. 1759 verlor Ayutthaya seine Besitzungen im heutigen Südbirma, kurz darauf erfolgte eine erste Belagerung seiner Hauptstadt. Nach dem Tod von König Alaungpaya zogen sich die Birmanen zeitweilig zurück, bis 1766 eine einjährige Belagerung der Hauptstadt unter König Hsinbyushin begann, die 1767 zum Fall der Stadt und zu ihrer vollständigen Zerstörung führte. Die königliche Familie kam im Krieg entweder um oder wurde als Kriegsgefangene nach Birma geführt. Zahlreiche Schriften und Kunstwerke gingen verloren. Ayutthaya wurde später nicht mehr Hauptstadt Thailands.

## Isan als Teil von Lan Xang
Im Jahr 1354, also ungefähr zeitgleich mit Ayutthaya entstand auf dem Gebiet des heutigen Laos Lan Xang, ein Netzwerk von Fürstentümern der ebenfalls Tai-stämmigen Lao. Das zu Lan Xang gehörende Gebiet ging aber über die heutigen Grenzen Laos’ hinaus und umfasste auch große Teile des heute thailändischen Isan. 1779 geriet es unter siamesische Oberherrschaft. Bis zu dieser Zeit war die Geschichte der heutigen Nordostregion, wie auch die Nordthailands (Lan Na) eine andere als die des siamesischen Zentral- und Südthailands. Die Sprache und Kultur im Isan ist infolgedessen bis heute von der laotischen geprägt. Die Unterscheidung des zu Thailand gehörenden Isan und des eigentlichen Laos mit dem Mekong als Grenzfluss wurde erst durch die Schaffung des französischen Protektorats Laos 1893 etabliert.

## Sultanat Patani
Ebenfalls eine eigene, von Zentralthailand unterschiedliche Geschichte haben die drei südlichsten Provinzen. Sie gehörten zum Sultanat Patani, dessen Geschichte ebenfalls bis ins 14. Jahrhundert zurückgeht. Dieses musste ab dem 15. Jahrhundert Tribut an Ayutthaya entrichten, erhielt sich aber faktisch eine weitgehende Unabhängigkeit. Diese nahm erst ab dem späten 17. Jahrhundert graduell ab, zugunsten eines größeren Einflusses der Oberherrschaft in Ayutthaya. Erst 1902 wurde die Autonomie völlig aufgehoben und das Gebiet als Provinzen in den thailändischen Zentralstaat integriert.

## Thonburi-Periode (1767 bis 1782)
Der chinesischstämmige General Taksin konnte aus der belagerten Stadt Ayutthaya fliehen und sich nach Ostthailand absetzen. Dort gelang es ihm, neue Truppen zu formieren und den Widerstand gegen die Birmanen zu organisieren. Es kam ihm zugute, dass Birma zur gleichen Zeit von einer Invasion Chinas bedroht wurde und sie deshalb nur sehr schwache Besatzungstruppen in Ayutthaya beließen. Bereits im Oktober 1767 gelang es ihm, die Hauptstadt zurückzuerobern. Ayutthaya wurde jedoch nicht wieder Zentrum des Reiches, sondern das strategisch günstiger gelegene Thonburi.
Nach der einjährigen Belagerung war die Versorgungslage der Bevölkerung katastrophal. Taksin führte zahlreiche Maßnahmen ein, um die Notlage zu mindern, wobei er auch die Hilfe von einflussreichen chinesischen Familien in Anspruch nahm. So mussten alle Staatsangestellten ungeachtet ihres Ranges auf den Feldern arbeiten; Disziplinmangel, Korruption, Feigheit oder Schmuggel wurden auf das härteste bestraft. Um ein effizienteres Durchgreifen des Staates auf die Arbeitsleistungen der Untertanen zu ermöglichen, ließ er alle Unfreien tätowieren. Er brach mit der Tradition der gottgleichen Könige von Ayutthaya und war ein Herrscher, der sich um viele Details persönlich kümmerte.
Das Reich, das nach dem Fall der Hauptstadt in mehrere Staaten zerfallen war, konnte er bis 1770 wiedervereinigen. 1776 gelang ihm sogar die Eroberung von Lan Na. 1768 vergrößerte er den siamesischen Einfluss in Kambodscha und 1778 unterwarf er Laos, von wo er den berühmten Smaragd-Buddha, eines der größten Heiligtümer des Buddhismus, mitbrachte.
Auf seinen Kriegszügen stachen zwei seiner Generäle besonders hervor: die Brüder Chao Phraya Chakri und Chao Phraya Surasi. Sie entstammten der Aristokratie von Ayutthaya, waren mit reichen chinesischen Familien verbunden und hatten somit eine höhere gesellschaftliche Stellung als Taksin. Es entwickelte sich eine Rivalität zwischen Chakri und Taksin. Zum Ausgang dieses Konfliktes und zum Ende Taksins gibt es zwei Geschichtsschreibungen. Gemäß der ersteren verfiel Taksin zunehmend dem Wahnsinn und verhängte zahlreiche Todesurteile gegen Menschen aus seiner Umgebung, was zu einer Revolte gegen ihn führte. Gemäß der zweiten Geschichtsschreibung war er sehr wohl bei gesundem Verstand und taktierte geschickt, um das sich gegen ihn anbahnende Übel abzuwenden. Jedenfalls wurde er verhaftet, verurteilt und 1782 hingerichtet. Dies geschah, weil das Blut des Königs nicht vergossen werden durfte, durch Einhüllen in einen Sack und Erschlagen mit einer Keule aus Sandelholz.

## Die Chakri-Dynastie (1782 bis heute)
Zur Namensgebung der Chakri-Könige siehe Rama (Könige von Thailand).

### Restauration unter Rama I.

Symbol des Hauses Chakri

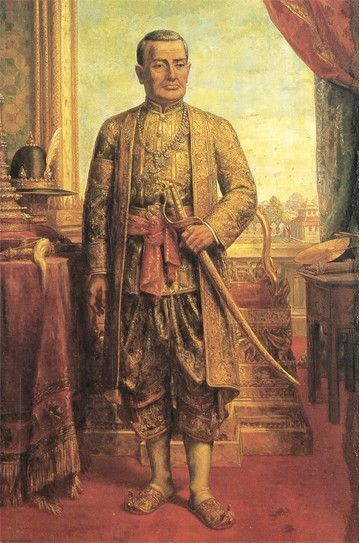
Rama I.

Chakri bestieg den Thron als 45-Jähriger im Jahre 1782. Er ging als König Phra Phutthayotfa oder Rama I. in die Geschichte ein. Es ist wahrscheinlich, dass er und seine Familie die Thronbesteigung bereits zu Lebzeiten seines Vorgängers Taksin geplant hatten. Nach seiner Krönung betrieb er eine systematische blutige Ausrottung der Anhänger Taksins, was der typischen Vorgehensweise der Usurpatoren in der thailändischen Geschichte entspricht.
Die neue Dynastie verlegte die Hauptstadt von Thonburi nach Rattanakosin, dem heutigen Bangkok. Bangkok war bis dahin nur eine kleine Siedlung mit einem Fort gewesen, sie lag jedoch strategisch günstig am östlichen Ufer des Mae Nam Chao Phraya und war unter den ausländischen Händlern als Schlüssel nach Siam bekannt. Mit Material aus Ayutthaya wurden neue Paläste und Tempel errichtet. Für den Smaragd-Buddha wurde der Wat Phra Kaeo gegründet. Der König setzte sich zum Ziel, die alte Pracht von Ayutthaya auf die neue Hauptstadt zu übertragen. In seiner neuen Hauptstadt ließ Rama I. sich im Jahre 1785 in einer prunkvollen Zeremonie krönen.
Außenpolitisch war die Regierungszeit von Rama I. durch die nach wie vor akute Bedrohung durch Birma geprägt. Unter ihrem neuen König Bodawpaya fanden sechs Feldzüge der Birmanen gegen Siam statt. 1785 griffen fünf Armeen gleichzeitig das Territorium Siams an, während 1786 eine machtvolle Armee über den Drei-Pagoden-Pass einmarschierte. Es kam zum „Krieg der neun Armeen“. In allen Fällen blieb nach wechselvollen Kämpfen die siamesische Seite siegreich. Auch Nordthailand konnte ab 1805 weitgehend unter Kontrolle Bangkoks gebracht werden. Versuche vonseiten Rama I., Südbirma zu erobern, wo sich einige bedeutende Handelshäfen befanden, waren nicht von Erfolg gekrönt. Diese Auseinandersetzung war die letzte dieser zwei rivalisierenden Mächte in Südostasien.
Kambodscha wurde zur Zeit von Rama I. praktisch wie eine Provinz von Siam verwaltet, da der Rivale Vietnam mit inneren Problemen zu kämpfen hatte. Erst als der neue Kaiser Gia Long den Thron bestiegen hatte, wurde der Einfluss Siams in Kambodscha wieder bekämpft. Die Beziehungen zu Vietnam nahmen in dieser Epoche beginnend einen bedeutenden Rang ein. Mit den europäischen Kolonialmächten gab es während der Regierungszeit von Rama I. keine nennenswerten Beziehungen.
Zu einer der bedeutendsten Leistungen von Rama I. gehört, dass er ab 1804 alle Gesetze des Landes sammeln, prüfen und in einem (in heutigem Druck) 1700 Seiten starken Werk kodifizieren ließ. Diese so genannte Drei-Siegel-Gesetze blieben in ihren Grundzügen bis Anfang des 20. Jahrhunderts gültig.
Auch auf kulturellem Gebiet erlangte Siam ein hohes Niveau. So wurde der buddhistische Kanon (Dreikorb) gesammelt und im Rahmen eines Großen Rates neu formuliert. Die Künste wurden gefördert, schon allein durch die Erbauung neuer Paläste und Tempel in der neuen Hauptstadt. Aber auch Literatur und Theater blüten, in dieser Epoche entstanden Werke wie das bedeutende, 3000 Seiten starke Ramakian. Werke aus dem Chinesischen, Mon, dem Javanischen, dem Persischen und den indischen Sprachen wurden nach Thai übersetzt.
Rama I. führte als erster König der Chakri-Dynastie in vielerlei Hinsicht die Traditionen von Ayutthaya fort. Das neue Reich war jedoch noch straffer zentralisiert als seine Vorgängerreiche. Eine besonders wichtige Neuerung war die stärkere Betonung von Rationalität in der Beziehung zwischen dem Monarchen und seinen Untertanen. Rama I. war der erste König in der Geschichte des Landes, der seine Entscheidungen vor den höchsten Beamten begründete oder rechtfertigte.

### Aufrechterhaltung des Status quo unter Rama II. und Rama III.
Rama II. (Phra Phutthaloetla) war der Sohn von Rama I. Seine Thronbesteigung war von einem Komplott begleitet, bei dessen Niederschlagung 40 Personen hingerichtet wurden. Die innen- und außenpolitische Ruhe, die in der Folge während der Regierungszeit von Rama II. und seinem Nachfolger Rama III. (Phra Nang Klao) herrschte, wurde vor allem durch das Nachgeben in Konflikten und den Aufbau von guten Beziehungen zu einflussreichen Clans im Inland erreicht.
Außenpolitisch dominierten zunächst die Beziehungen zu den Nachbarstaaten, während jene zu den europäischen Kolonialmächten in den Hintergrund traten. In Kambodscha und Laos errang Vietnam die Vorherrschaft, was Rama II. zunächst akzeptierte. Als in Vietnam eine Rebellion ausbrach, wurde unter Rama III. 1833/34 versucht, die Vietnamesen militärisch zu bezwingen, was jedoch zu einer verlustreichen Niederlage der siamesischen Truppen führte. In den vierziger Jahren gelang es jedoch den Khmer selbst, die Vietnamesen zu vertreiben, was in der Folge zu einem höheren Einfluss Siams in Kambodscha führte. Gleichzeitig blieb Siam Tributzahler an China.
Zu einer ernsten Berührung der englischen Kolonialinteressen kam es, als Siam 1821 das Sultanat Kedah auf der malaiischen Halbinsel eroberte. Kedah gehörte zur Interessenszone Englands; im Folgejahr muss der Siam nach zähen Verhandlungen mit dem englischen Gesandten John Crawfurd den Status vor der Eroberung wieder anerkennen. Es ist in dieser Epoche auch die zaghafte Wiederaufnahme von Handels und Missionierung zu verzeichnen. Vor allem englische Händler wie Robert Hunter (Entdecker der Siamesischen Zwillinge) oder James Hayes, aber auch Missionare wie Jacob Tomlin, Karl Gützlaff, Dan Beach Bradley oder Jean-Baptiste Pallegoix wurden in Siam aktiv. Im Jahre 1825 wurde mit dem englischen Emissär Henry Burney ein Handelsabkommen geschlossen; Siam musste den britischen Kolonialbesitz auf der malaiischen Halbinsel anerkennen. Dieses Abkommen kam nicht zuletzt unter dem Eindruck des schnellen englischen Erfolges im ersten anglo-birmanischen Krieg zu Stande.
Zu einem potentiell gefährlichen Ereignis kam es mit der Anuvong-Rebellion 1827, als die Truppen des eigentlich tributpflichtigen Königs Anuvong von Vientiane in Richtung Bangkok vorrückten. Sie konnten jedoch vernichtet werden, was die Position Siams in Laos festigte; alle laotisch besiedelten Gebiete westlich des Mekong wurden zu siamesischen Provinzen erklärt.
In das 19. Jahrhundert fällt auch der Beginn der chinesischen Masseneinwanderung nach Siam. Durch die Verfügbarkeit von chinesischen Arbeitern blühten Handel, Landwirtschaft und Handwerk auf.
Unter Rama II. und Rama III. erreichten Kultur, Tanz, Dichtung und vor allem das Theater einen Höhepunkt. Im Tempel Wat Pho wurde von Rama III. die erste Universität des Landes gegründet.
Die Regierungszeit von Rama III. wurde schließlich von einer Spaltung der Aristokratie in Bezug auf die Außenpolitik gekennzeichnet. Einer kleinen Gruppe von Befürwortern der Übernahme von westlichen Technologien und anderen Errungenschaften standen konservative Kreise, die für eine stärkere Abschottung eintraten, gegenüber. Da die Könige Rama II. und Rama III. zu den konservativ-religiösen Kreisen zu zählen waren, dominierte weitgehend eine isolationistische Tendenz.
Der Tod von Rama III. im Jahre 1851 bedeutete auch das Ende der alten siamesischen Monarchie: es gab bereits deutliche Anzeichen von tief gehenden Veränderungen, die von den beiden Nachfolgern des Königs umgesetzt werden mussten.

## Siam im Umbruch

### Reformen unter Rama IV. und Rama V.

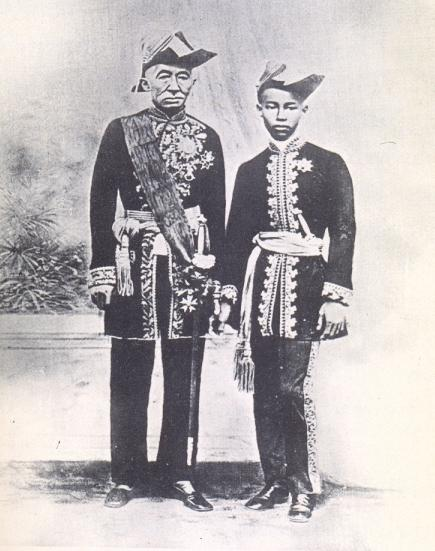
König Mongkut mit seinem Sohn Chulalongkorn (ca. 1866)

Als König Mongkut (Rama IV.) den siamesischen Thron bestieg, war dieser von außen stark bedroht. Die Kolonialmächte England und Frankreich waren bereits in Territorien vorgestoßen, die ursprünglich zur siamesischen Einflusszone gehörten. Mongkut und sein Nachfolger Chulalongkorn (Rama V.) erkannten diese Lage und versuchten, die Abwehrkräfte Siams durch Modernisierung zu stärken, westliche wissenschaftlich-technische Errungenschaften zu absorbieren und so der Kolonisierung zu entgehen.
Die beiden Monarchen, die in dieser Epoche regierten, waren die ersten mit westlicher Bildung. König Mongkut hatte 26 Jahre lang zuerst als Wandermönch und später als Abt des Wat Bowonniwet gelebt. Er war nicht nur in den traditionellen und buddhistischen Wissenschaften Siams bewandert, sondern er hatte sich auch intensiv mit den modernen westlichen Naturwissenschaften auseinandergesetzt, wobei er das Wissen von europäischen Missionaren und aus seiner Korrespondenz mit westlichen Staatsoberhäuptern sowie dem Papst bezog. Er war der erste siamesische Monarch, der die englische Sprache beherrschte. Sein Sohn Chulalongkorn, der 1868 als 15-Jähriger den Thron bestieg, hatte neben einer traditionellen siamesischen Erziehung auch eine englische Erzieherin (Anna Leonowens) gehabt. Er hatte in jungen Jahren die durch ausländische Mächte kolonisierten Gebiete Asiens bereist und dort die technischen Fortschritte studiert. Wiederholt bereiste er sein eigenes Land inkognito und besuchte Europa zweimal in den Jahren 1897 und 1907.
Bereits 1855 erschien John Bowring, der britische Gouverneur in Hongkong, auf einem Kriegsschiff in Bangkok. Unter dem Eindruck der Erfolge, die England im benachbarten Birma erzielen konnte, unterschrieb König Mongkut den sogenannten Bowring-Vertrag, der das königliche Außenhandelsmonopol aufhob, die Importzölle herabsetzte und England eine Meistbegünstigungsklausel einräumte. Der Bowring-Vertrag bedeutete die Integration Siams in die Weltwirtschaft, gleichzeitig verlor das Königshaus aber seine wichtigsten Einnahmequellen. Ähnliche Verträge wurden in den folgenden Jahren mit allen westlichen Mächten abgeschlossenen, so etwa 1862 mit Preußen und 1869 mit Österreich-Ungarn. Vom preußischen Emissär Graf Friedrich zu Eulenburg stammt ein vielbeachteter Reisebericht über Siam. Die Überlebensdiplomatie, die Siam schon seit langer Zeit außenpolitisch gepflegt hatte, erreichte somit in dieser Epoche ihren Höhepunkt.
Zwischen 1875 und 1890 kämpfte Siam in den Ho-Kriegen wiederholt gegen bewaffnete Banden aus Südchina, die in den Nordosten der siamesischen Einflusszone (heutiger Norden von Laos) eindrangen.
Die Integration in die Weltwirtschaft bedeutete für Siam, dass es ein Absatzmarkt für westliche Industriewaren und ein Anlageplatz für westliches Kapital wurde. Es begann der Export von agrarischen und mineralischen Rohstoffen. So wurden um 1900 mit den drei Produkten Reis, Zinn und Teakholz 90 % des Exportumsatzes erzielt. König Mongkut förderte die Ausweitung der agrarischen Nutzfläche aktiv durch Steueranreize, gleichzeitig ermöglichten die Errichtung von Verkehrswegen (Kanäle, Straßen und später auch Eisenbahnlinien) sowie der Zustrom von chinesischen Immigranten die landwirtschaftliche Erschließung neuer Regionen. Im Jahr 1908 streikten jedoch die Chinesen in Bangkok, nachdem die Regierung die Kopfsteuer für chinesische Ausländer von 4,5 auf 6 Baht erhöht hatte. Chinesische Händler verkauften keine Konsumgüter mehr, drei Tage lang gab es in Bangkok praktisch keinen Reis und keine anderen Lebensmittel zu kaufen. Dieses Ereignis verschlechterte das Verhältnis zwischen Chinesen und Thai.

Gebietsansprüche, die von Siam im späten 19. und frühen 20. Jahrhundert aufgegeben werden mussten.

Die beiden Könige Mongkut und Chulalongkorn mussten mitansehen, wie sowohl Frankreich als auch Großbritannien ihre Kolonialgebiete in Südostasien immer weiter ausdehnten und Siam so einkreisten: Großbritannien von Westen (Birma) und Süden (Malaya), Frankreich von Osten (Vietnam). Nachdem Frankreich Cochinchina erobert hatte, stellte es den Anspruch einer Schutzmacht für Kambodscha und zwang Siam 1867 unter militärischen Drohungen, auf jeglichen Einfluss auf seinen früheren Vasallenstaat zu verzichten. 1887 wurde die indochinesische Union gegründet. Zum Bau eines Kanals durch den Isthmus von Kra, den eine Unternehmergruppe um den Ingenieur Ferdinand de Lesseps anstrebte, kam es nach britischer Intervention nicht. England hatte 1885 im dritten anglo-birmanischen Krieg Nordbirma erobert. Ein einschneidendes Ereignis war der Paknam-Zwischenfall, als am 13. Juli 1893 französische Kanonenboote den Chao-Phraya-Fluss in Richtung Bangkok hinauffuhren und von den siamesischen Küstenforts beschossen wurden. Noch im gleichen Jahr war Siam gezwungen, einen Vertrag mit Frankreich zu schließen, in dem es die östlich des Mekong gelegenen Gebiete des heutigen Laos an Französisch-Indochina abtrat. 1896 schlossen Großbritannien und Frankreich einen Vertrag, welcher den Mekong zur Grenze zwischen den beiden Kolonialmächten machte und Siam, definiert als das Becken des Mae Nam Chao Phraya, die Unabhängigkeit als Pufferstaat einräumte.

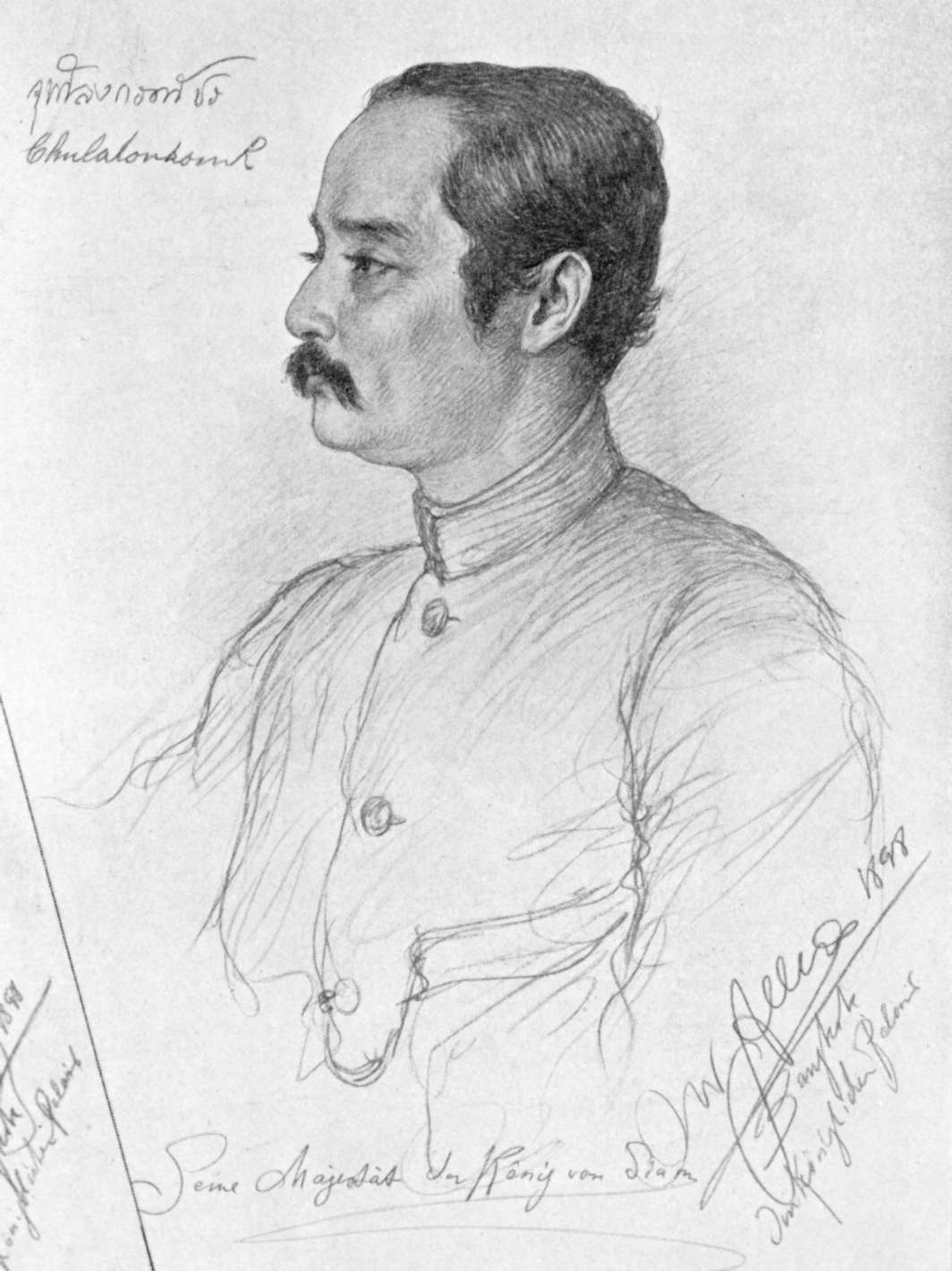
Phra Maha Chulalongkorn, porträtiert von C. W. Allers (1898)

Die Bedrohung durch die Kolonialmächte, kulminierend im Vorfall von 1893, machte großen Eindruck auf die herrschenden Kreise und beschleunigte die bereits zuvor von Chulalongkorn begonnenen umfangreichen Reformen in Verwaltung, Militär, Wirtschaft und Gesellschaft. Damit besiegelte es die Entwicklung Siams von einem traditionellen feudalistischen Gebilde, das auf personaler Herrschaft und Abhängigkeiten aufbaute und dessen Randgebiete nur indirekt an die Zentralgewalt gebunden waren, hin zu einem zentralistisch regierten Nationalstaat mit feststehenden Grenzen und modernen politischen Institutionen. Der thailändische Historiker Thongchai Winichakul stellte die weit rezipierte These auf, dass erst der Druck und die Ansprüche der Kolonialmächte die Vorstellung von Siam als einem geographisch abgrenzbaren Konstrukt (geo-body) begründete, die Voraussetzung für die Entwicklung einer thailändischen nationalen Identität war.
Auf politischem Gebiet wurde der Absolutismus beibehalten, es wurde jedoch ein beratendes Gremium, der Staatsrat, geschaffen und 10 Fachministerien aufgebaut. König Chulalongkorn ernannte seine Brüder und Halbbrüder, später auch Söhne zu Ministern und verdrängte die bis dahin sehr mächtigen aristokratischen Familien (z. B. Bunnag) von der Macht. Höhepunkt der politischen Reformen war die Einführung des Thesaphiban-Systems ab dem Jahr 1892. König Chulalongkorn entzog den bis dahin noch teilweise autonomen und von eigenen Dynastien regierten Fürstentümern und Stadtstaaten (Müang), die als Vasallen Siam tributpflichtig waren, die Selbstverwaltung. Er machte sie zu Provinzen (Changwat), die zu größeren Kreisen (Monthon) zusammengefasst und zentral vom Innenministerium kontrolliert wurden, das Prinz Damrong Rajanubhab, ein Halbbruder des Königs, leitete.
Es wurde eine Armee nach ausländischem Vorbild aufgebaut, Kriegsschiffe angeschafft und europäische Berater in das Offizierkorps aufgenommen. Hierbei wurde große Sorgfalt darauf verwendet, keiner europäischen Macht zu großen Einfluss zu verschaffen. Eine zweijährige allgemeine Wehrpflicht wurde eingeführt. Um 1900 hatte das siamesische Heer eine Stärke von 15.000 Mann.
Um 1900 wurde ein Justizministerium geschaffen, neue Gesetze nach westlichem Vorbild wie ein Strafrecht oder ein Wirtschaftsrecht wurden eingeführt. Die Exekutive und Judikative wurden voneinander getrennt. Ziel dieser Maßnahmen war nicht zuletzt die Abschaffung der Konsulargerichtsbarkeit, die es den ausländischen Mächten erlaubte, in Siam über ihre eigenen Bürger Gericht zu halten.
Ein staatliches Schulwesen wurde eingeführt, da die traditionelle Bildung, die den Jungen in den Tempeln und Klöstern vermittelt wurde, den modernen Anforderungen nicht mehr entsprach. Ab 1900 entstanden auch Schulen für Mädchen. Die von König Chulalongkorn gegründeten Fachschulen bildeten die Basis für die spätere Gründung von vollwertigen Universitäten. Für Bildung wurde jedoch ein sehr geringer Teil des Staatsbudgets aufgewendet, weshalb das Ziel, Allgemeinbildung für jedes Kind anzubieten, nicht erreicht werden konnte.
Auf sozialem Gebiet wurde die persönliche Unfreiheit Schritt für Schritt abgeschafft. An die Stelle der Arbeitsdienste, die die Untertanen ihren Herren schuldeten, traten Steuern in Geldform. Dies brachte erhebliche Produktivitätsgewinne mit sich, gleichzeitig lockerten sich traditionelle persönliche Abhängigkeitsverhältnisse.
Gegen die Modernisierung und Zentralisierung regte sich auch Widerstand im eigenen Land: So kam es 1875 zu einer Krise zwischen Chulalongkorn und seinem „Vizekönig“, Prinz Wichaichan, der mutmaßlich zusammen mit konservativen Kräften einen Sturz des reformfreudigen Königs vorbereitete. Anschließend schaffte der König das Amt des „Vizekönigs“ ab, verlangsamte aber das Tempo seiner Reformen zunächst, um seine eigene Stellung nicht zu gefährden. Im Norden und Nordosten Siams unternahmen Bauern mehrere Aufstände aufgrund der sehr hohen Steuern. Um die Jahrhundertwende wurde in Bangkok die erste Gewerkschaft gegründet. Ab 1901/02 kam es zu Aufständen unter Führung von sogenannten phu mi bun („heiligen Männern“) im Isan wie auch im benachbarten französischen Laos. Ein millenarischer bzw. messianischer Glaube an bevorstehende apokalyptische Veränderungen und das Erscheinen eines gottgesandten „gerechten Königs“ kursierten. Nun traten dutzende von Männern auf, die in Anspruch nahmen, der angekündigte Erlöser zu sein und Anhänger um sich scharten. 1902 kam es in Phrae in Nordthailand zu einem Aufstand von ethnischen Shan mit Unterstützung des lokalen Herrschers. Die Aufstände wurden von den Regierungstruppen niedergeschlagen.
1904, 1907 und 1909 kam es zu erneuten Grenzkorrekturen zugunsten Frankreichs und Großbritanniens. Beim Tod König Chulalongkorns im Jahr 1910 hatte Siam somit die Grenzen des heutigen Thailands.

### Nationenbildung unter Vajiravudh und Prajadhipok

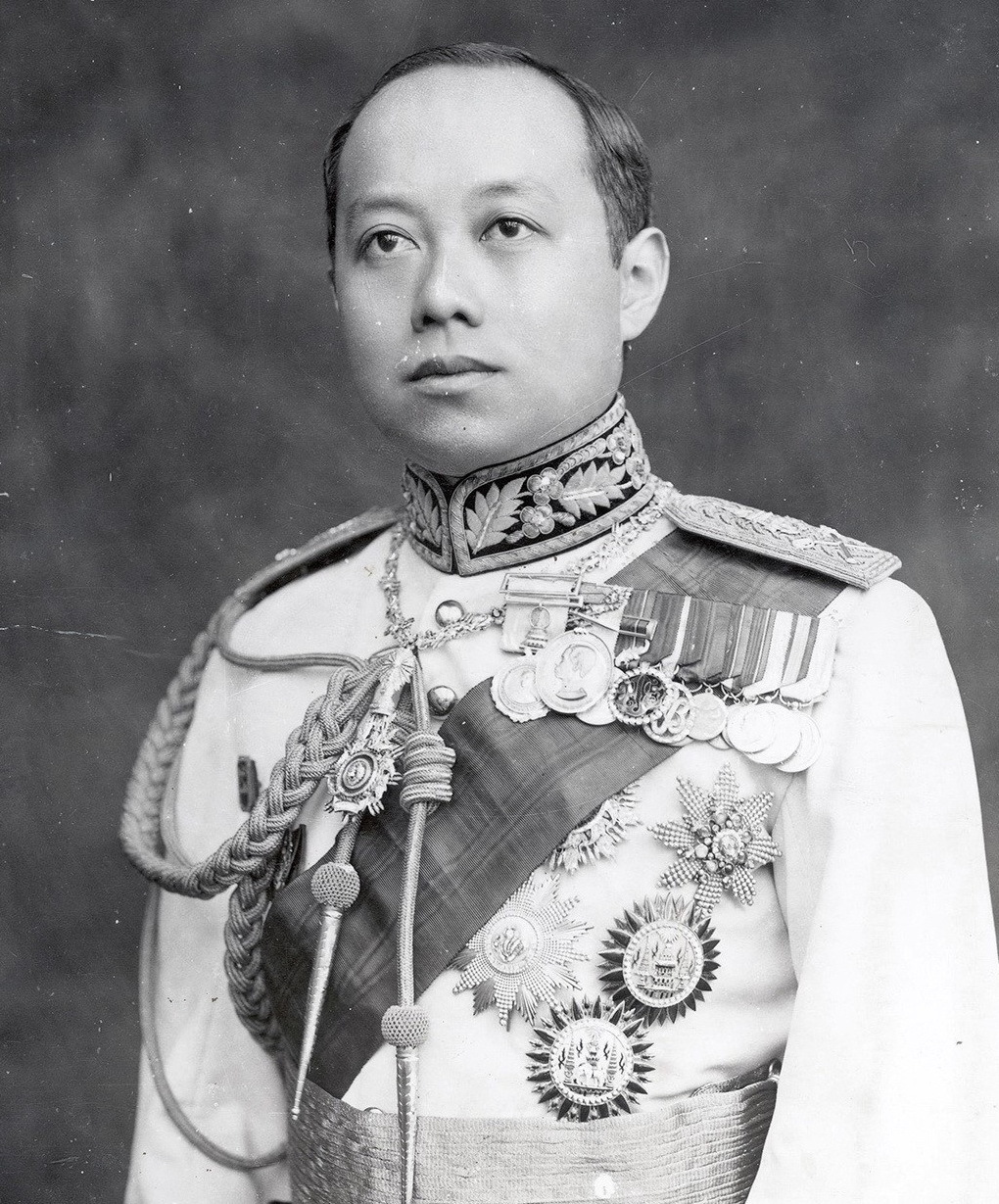
Rama VI. (Vajiravudh)

Nachfolger von König Chulalongkorn wurde im Oktober 1910 König Rama VI., besser bekannt als Vajiravudh. Er hatte als designierter Thronfolger in Großbritannien Recht und Geschichte studiert. Nach seiner Thronbesteigung vergab er wichtige Beamtenposten an ihm ergebene Freunde, die nicht zum Adel gehörten und dazu noch weniger qualifiziert waren als ihre Vorgänger, ein bis dahin in Siam nicht dagewesenes Vorgehen. In seine Regierungszeit (1910–1925) fallen einige Änderungen, die Siam dem Ausland noch stärker annäherten. So wurde der gregorianische Kalender eingeführt, alle Bürger seines Landes mussten einen Familiennamen annehmen, Frauen wurden zum Tragen von Röcken und Langhaarfrisuren ermuntert und ein Staatsbürgerschaftsgesetz, welches auf dem Ius sanguinis beruhte, wurde erlassen. Anstrengungen im Bildungsbereich wurden verstärkt, so wurde 1917 die Chulalongkorn-Universität gegründet und eine Schulpflicht für alle 7- bis 14-Jährigen eingeführt. Wegen akuten Geldmangels realisierte man diese zunächst jedoch nur für etwa die Hälfte der Kinder.
König Vajiravudh war ein Liebhaber von Literatur und Theater und übersetzte ausländische Literatur in seine Muttersprache. Er schuf das geistige Fundament für eine Art thailändischen Nationalismus, ein Phänomen, welches in Siam bis dahin unbekannt war. Er beruhte auf der Einheit von Nation, Buddhismus und Königtum und verlangte von seinen Untertanen Treue zu allen diesen drei Institutionen. König Vajiravudh erging sich auch in einem irrationalen und widersprüchlichen Anti-Sinizismus. Durch die Masseneinwanderung waren, im Unterschied zu früheren Einwanderungswellen aus China, auch vermehrt Frauen und ganze Familien ins Land gekommen, was dazu führte, dass die Chinesen sich weniger assimilierten und mehr ihre kulturelle Eigenständigkeit bewahrten. In einem Artikel, den König Vajiravudh unter einem Pseudonym veröffentlichte, bezeichnete er die chinesische Minderheit als Juden des Ostens.
König Vajiravudh schuf auch einige neue gesellschaftliche Vereinigungen, zum Beispiel das Korps der wilden Tiger (1911) oder eine Art Pfadfinderbewegung (1912).
Im Jahre 1912 wurde eine Verschwörung aufgedeckt. Die Verschwörer hatten heterogene Ziele und kein klares Programm, waren von der erfolgreichen republikanischen Revolution in China inspiriert und es gehörten viele chinesischstämmige Armeeangehörige zu ihnen. Der König ging hart gegen die Verschwörer vor und ließ viele von ihnen zu langen Haftstrafen verurteilen. Das Militär und die Marine, früher Stützen des Königtum, hatten sich zu einer Herausforderung gewandelt. 1917 gab es einen weiteren Putschversuch, der ebenfalls scheiterte.
Nach seinem Ausscheiden als Innenminister 1915 widmete sich Prinz Damrong Rajanubhab, ein Onkel des Königs, als erster Thailänder ernsthaft der Geschichtsschreibung des Landes. Er gilt bis heute als „Vater der thailändischen Geschichte“. Seine Schriften waren von Historizismus und Positivismus geprägt. Damrong passte die Darstellung der Geschichte an ein proto-nationalistisches Narrativ an, schönte und verherrlichte die Position der Siamesen, insbesondere gegenüber den Birmanen, die er als Erbfeinde abstempelte. Die von Damrong geprägte Sicht ist aber bis heute Teil der offiziellen Geschichtspolitik und wird an Schulen gelehrt.
Als der Erste Weltkrieg ausbrach, war Siam von zwei Mächten der Entente eingeschlossen. Jede Parteinahme für die Mittelmächte wäre gefährlich gewesen. Siam entschied sich deshalb zunächst für Neutralität und, als der Sieg der Entente sich abzeichnete, erklärte es den Mittelmächten den Krieg, beschlagnahmte deutsches Eigentum in Siam, wies sämtliche Bürger der Mittelmächte aus und entsandte 1300 Soldaten nach Frankreich in den Krieg. Somit gehörte Siam nach Kriegsende zu den Siegermächten. Nach langen und zähen Verhandlungen erreichte Außenminister Prinz Devawongse Varoprakar ein Ende der exterritorialen Rechtsprechung und ein neues Zollgesetz. Dies hatte jedoch auf die Wirtschaft keinerlei Auswirkungen. Siam blieb ein Lieferant für Rohstoffe, importierte Industriegüter und die Gewinne flossen in der Regel ins Ausland ab.
Als König Vajiravudh im Jahr 1925 starb, hatte sich in der Intelligenzschicht des Landes eine gewisse Unzufriedenheit mit der Monarchie breitgemacht. Obwohl Vajiravudh wichtige Posten an Nichtadelige vergab, fand keine Umgestaltung der politischen Institutionen statt. Auch der kostspielige, luxuriöse und teils ausschweifende Lebensstil des Monarchen erregte Missfallen.
Nachfolger König Prajadhipok (Rama VII.) etablierte eine neue Institution, den Obersten Staatsrat. Er wurde mit einflussreichen Mitgliedern der königlichen Familie besetzt. Da in der Elite des Landes zunehmend die Errichtung einer konstitutionellen Monarchie gefordert und diskutiert wurde, ließ er eine Verfassung ausarbeiten, die jedoch aufgrund von Widerständen im Königshaus selbst nicht umgesetzt wurde.
Die Weltwirtschaftskrise traf in jener Zeit auch Siam hart. Der Preis für Siams wichtigstes Exportgut, den Reis, verfiel. Als Folge davon sanken auch das Einkommen der Bauern und die Staatseinnahmen. Vor dem Hintergrund dieser sozialen und wirtschaftlichen Schwierigkeiten kam es 1932 zu einem Staatsstreich, infolge dessen sich der König einer Verfassung unterwerfen musste.

### Übergang zur konstitutionellen Monarchie

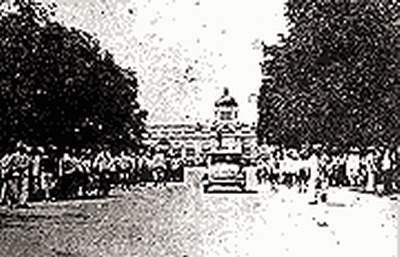
Militär vor der Thronhalle während des Staatsstreichs 1932

Ein kleiner Kreis aus dem aufstrebenden Bürgertum kommender, ehemaliger Studenten (die allesamt ihr Studium in Europa – meist Paris – absolviert hatten), unterstützt von einigen Militärs, war es, der die absolute Monarchie am 24. Juni 1932 in einem nahezu gewaltlosen Putsch stürzte, der auch „Siamesische Revolution“ genannt wurde. Die Gruppe, die sich Khana Ratsadorn („Volkspartei“) oder „Förderer“ nannte, versammelte Offiziere, Intellektuelle und Bürokraten, die teilweise sehr unterschiedliche Vorstellungen vertraten und die nur die gemeinsame Ablehnung der absoluten Monarchie einte.
Die „Förderer“ installierten eine konstitutionelle Monarchie mit Prajadhipok als König an der Spitze – eine entsprechende Verfassung wurde am 10. Dezember des Jahres verkündet (weshalb der 10. Dezember in Thailand ein Feiertag ist). Am selben Tag wurde der erfahrene und eher konservative Justizbeamte Phraya Manopakorn Nititada, der bereits seit dem 28. Juni provisorischer Premier gewesen war, zum Premierminister ernannt. Mit der Auswahl eines nicht zu ihrer Gruppe gehörenden Regierungschefs wollte die „Volkspartei“ den Verdacht vermeiden, den Umsturz nur betrieben zu haben, um selbst an die Macht zu kommen. Allerdings führte der Sturz der Monarchie nicht zu freien Wahlen, politische Zusammenschlüsse blieben verboten. Bürokratie und Militär teilten sich die Macht in der Nationalversammlung. Die Verfassung wurde der monarchistischen Staatsideologie („Nation, Religion, König“) als vierte Säule beigefügt.
In der folgenden Zeit zeigte sich, wie heterogen die Gruppe der „Förderer“ war und sie zerfiel in mehrere rivalisierende Flügel, insbesondere den der hohen Offiziere, den der jüngeren Offiziere und den der Zivilisten. Für den Vordenker des liberalen und zivilen Flügels, Pridi Phanomyong war es mit dem bloßen Wechsel der Regierungsform nicht getan. Er strebte eine tiefgreifende Veränderung des sozialen und wirtschaftlichen System des Landes an. Dazu legte er im Januar 1933 einen ökonomischen Plan vor, der als „gelbes Heft“ bekannt wurde. Darin schlug er unter anderem die Verstaatlichung von Ackerland, Industrialisierung durch Öffentliche Unternehmen, allgemeine Gesundheitsversorgung und Rentenversicherung vor. Dem König, dem eher konservativen Ministerpräsidenten Phraya Manopakorn, aber auch den hohen Offizieren in der „Volkspartei“ um Phraya Songsuradet und sogar Pridis Studienfreund und Mitstreiter Prayun Phamonmontri mutete das kommunistisch an und sie griffen den Plan scharf an.
Aus Angst, dass Pridis liberaler Flügel, der in der Nationalversammlung die Mehrheit hatte, die Vorhaben beschließen könnte, löste Phraya Manopakorn im April das Parlament auf, verhängte den Notstand und setzte die noch kein Jahr alte Verfassung teilweise wieder außer Kraft. Er verhängte ein Gesetz gegen kommunistische Umtriebe, das sich weniger gegen die nahezu unbedeutende Kommunistische Partei Thailands, als vielmehr gegen die vermeintlich kommunistischen Vorhaben Pridis richtete. Gegen das staatsstreichartige Handeln von Phraya Manopakorn leisteten jedoch die jüngeren Offiziere der „Volkspartei“ widerstand und sie unternahmen im Juni 1933 einen Gegenputsch, dem sich im letzten Moment auch der ranghöchste Offizier der „Volkspartei“, Phraya Phahon Phonphayuhasena anschloss.

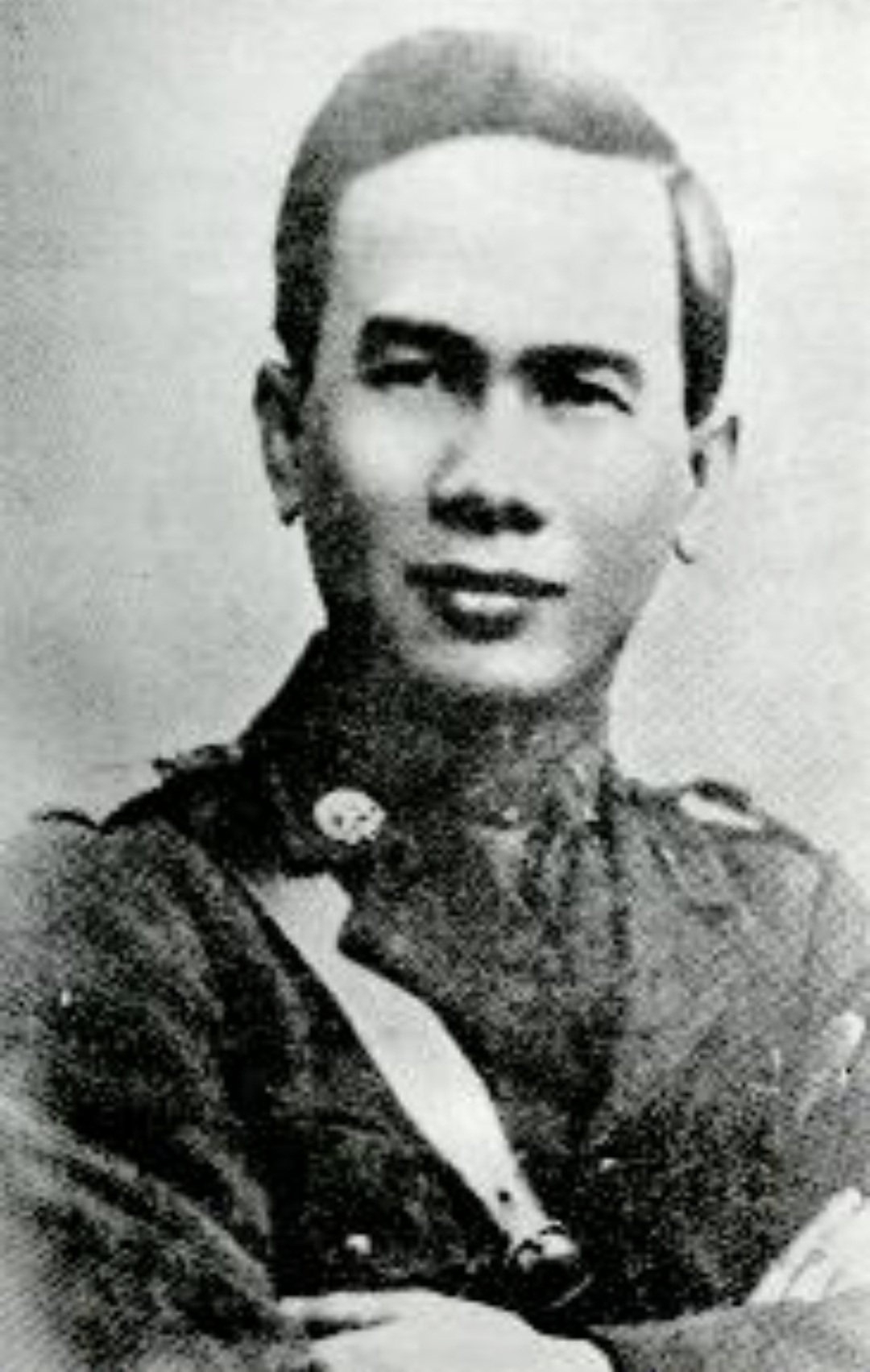
Phibunsongkhram als junger Offizier

Nach dem Sturz Phraya Manopakorns wurde Phraya Phahon neuer Ministerpräsident. In seiner Regierung spielten die jüngeren Offiziere der Volkspartei, allen voran ihr Anführer Phibunsongkhram eine entscheidende Rolle. Pridi Phanomyong wurde vom Vorwurf des Kommunismus freigesprochen, sein ökonomischer Plan aber größtenteils nicht weiterverfolgt. Lediglich einige seiner Ideen, wie der Ausbau der Grundschulen und Industrialisierung mit staatlichen Betrieben, wurden schrittweise umgesetzt. 1934 wurde unter maßgeblicher Beteiligung Pridis die Thammasat-Universität in Bangkok gegründet, die mit ihrem liberalen Selbstverständnis bis heute ein Symbol für Freiheit und Demokratie geblieben ist. Gleichzeitig erstarkte die von Phibunsongkhram geführte nationalistische, am totalitären Gedankengut Italiens, Deutschlands, Japans, aber auch der „Jungtürken“ (Kemal Atatürk) orientierte Fraktion in der Volkspartei.
Im Oktober 1933 versuchten die Royalisten, zurück an die Macht zu gelangen und Prinz Boworadet unternahm einen militärischen Aufstand gegen die konstitutionalistische Regierung. Dadurch gelangte Siam an den Rand eines Bürgerkriegs. Den Regierungstruppen unter Phibunsongkhram gelang es jedoch, die Rebellion niederzuwerfen. König Prajadhipok hatte den royalistischen Aufstand nicht unterstützt und versuchte sich mit der „Volkspartei“ zu arrangieren. Als er jedoch nach einem Verfassungskonflikt mit der Regierung realisierte, dass mit ihnen kein Kompromiss zu finden war, dankte er 1935 ab und ging ins Exil nach England, wo er 1941 starb. Da Prajadhipok kinderlos war, folgte ihm sein neunjähriger Neffe Ananda Mahidol nach, der noch in der Schweiz zur Schule ging. Ein dreiköpfiger Regentschaftsrat übernahm stellvertretend für ihn die Geschäfte.

### Nationalismus unter Feldmarschall Phibunsongkhram

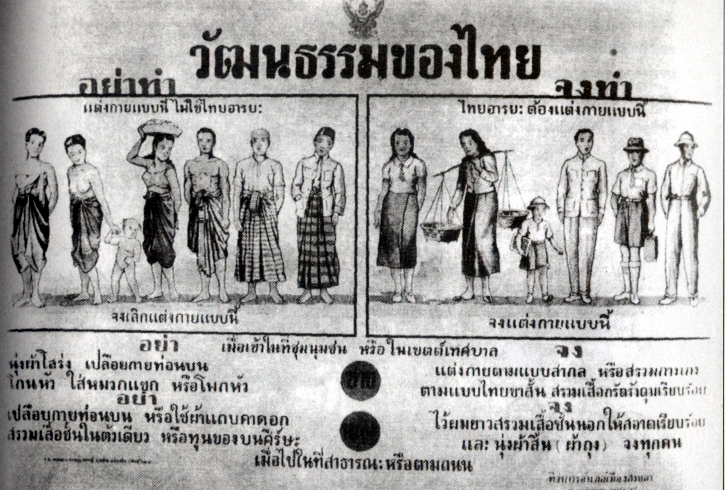
Plakat, das „unzivilisierte“ und „zivilisierte“ Kleidung gemäß der Kulturreform demonstriert

1938 wurde Oberst Phibunsongkhram, ein offener Anhänger Mussolinis und Hitlers, Premierminister. Bis 1942 erließ er eine Reihe von kulturellen Verordnungen (ratthaniyom), die den Wunsch nach gesellschaftlicher Modernisierung, aber auch einen autoritären und übersteigert nationalistischen Geist widerspiegelten. Als erstes änderte er den Landesnamen von Siam 1939 in Thailand (Prathet Thai). Dies richtete sich gegen die ethnische Vielfalt im Land (Malayen, Chinesen, Laoten, Shan etc.) und gründet auf der Idee einer „Thai-Rasse“, einem pan-thailändischen Nationalismus, dessen Programm die Integration der Shan, der Laoten und anderer Tai-Völker, etwa in Vietnam, Birma und Südchina in ein „Großthailändisches Reich“ vorsah. Weitere Erlasse geboten den Bürgern, sich nur als „Thai“ zu bezeichnen, drängten den Gebrauch regionaler Dialekte und anderer Sprachen zurück, verlangten Ehrfurcht vor der Flagge, der National- und Königshymne, den Kauf von thailändischen Produkten, und setzten das Vertreten ausländischer Interessen mit Landesverrat gleich. Chinesische Namen mussten in thailändische geändert werden, Kandidaten für die Militärakademie mussten nachweisen, dass sie „reinrassige“ Thais waren. Schließlich wurde der Gebrauch westlicher Kleidung und Sitten (unter anderem Hüte für Männer und Frauen, dazu Handschuhe und hohe Absätze für Frauen; der Mann sollte die Frau küssen, bevor er zur Arbeit ging) vorgeschrieben.
Die vernichtende Niederlage Frankreichs gegen Deutschland im Zweiten Weltkrieg war nun der willkommene Zeitpunkt für die thailändische Führung, einen Angriff auf die französische Kolonie Indochina zu beginnen. Dieser begann 1940 mit kleineren Zusammenstößen und mündete 1941 in einen kriegerischen Konflikt. Hierbei musste Thailand zwar eine schwere Niederlage in der Seeschlacht von Ko Chang hinnehmen, dominierte jedoch zu Lande und in der Luft. Das Japanische Kaiserreich, damals bereits dominierende Großmacht im südostasiatischen Raum, übernahm die Rolle des Vermittlers. Die Verhandlungen beendeten den Französisch-Thailändischen Krieg mit thailändischen Gebietsgewinnen in den französischen Kolonien Laos und Kambodscha. Zur Feier des Sieges ernannte sich Phibunsongkhram selbst zum Feldmarschall, ließ sich phu nam („der Führer“) nennen und einen Personenkult um ihn betreiben.

#### Zweiter Weltkrieg

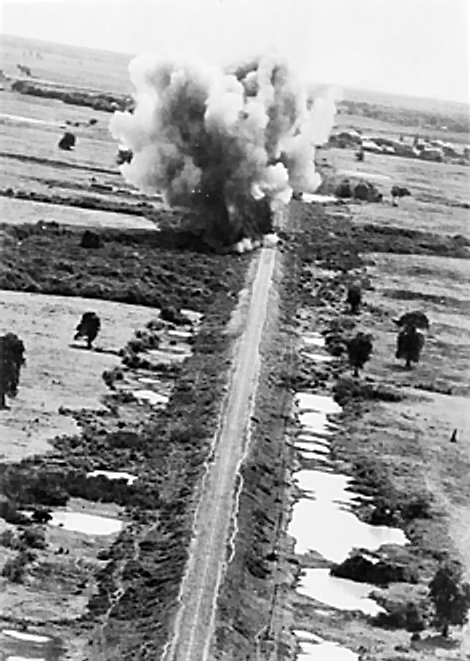
Ein britischer Bomber attackiert die Bahnstrecke des ”Death Railway“

Die japanische Expansion 1941 (siehe Pazifikkrieg) brachte Thailand in eine prekäre Position. Die Thais verbündeten sich anfangs mit den Japanern, als diese in Indochina die Kontrolle übernommen hatten. Thailändische Truppen besetzten etwa 25.000 Quadratmeilen der Provinz Battambang, ein Gebiet das 1907 an Französisch-Indochina verloren gegangen war. Die offizielle Abtretung erfolgte mit Unterstützung der Japaner am 21. August 1941 in Saigon.
Aufgrund seiner strategisch bedeutsamen Lage zwischen den damals britischen Kolonien Malaya und Birma stellte Japan nach dem Angriff auf Pearl Harbor ein zweistündiges Ultimatum an Thailand und startete anschließend am 8. Dezember 1941 die Invasion Thailands. Nach nur wenigen Stunden des Widerstands gab Thailand nach und schloss am 21. Dezember 1941 einen Bündnisvertrag mit Japan. Nachdem Phibunsongkhram sein Land zunächst noch möglichst neutral halten wollte, erklärte Thailand – auf japanischen Druck – am 25. Januar 1942 Großbritannien und den USA den Krieg. Der thailändische Botschafter in den USA, Seni Pramoj, verweigerte jedoch die Überbringung der entsprechenden Urkunde. Japan nutzte Thailand in der Folgezeit als Ausgangspunkt für seine weiteren Invasionen Malayas und Birmas. Auch die thailändische Armee beteiligte sich daran und besetzte die nordmalaiischen Sultanate (Kedah bzw. Saiburi, Perlis, Kelantan und Terengganu waren von 1943 bis 1945 thailändische Provinzen) sowie Teile der Shan-Staaten.
Der Kriegseintritt führte zu einem endgültigen Bruch zwischen Pridi Phanomyong und Phibunsongkhram. Pridi gründete mit seinen Anhängern eine Widerstandsbewegung gegen die Japaner, die sich mit der von Seni Pramoj geleiteten und von den Alliierten unterstützten Seri-Thai-Bewegung verband. Die japanische Armee stationierte in Bangkok und in der westlichen Provinz Kanchanaburi, durch die die strategisch wichtige Eisenbahn (Todeseisenbahn genannt) über den Mae Nam Khwae Noi (Khwae-Noi-Fluss, „River Kwai“) geführt werden sollte, 150.000 Soldaten. Gebaut wurde von Juni 1942 bis Oktober 1943, es starben über 90.000 Menschen. Die USA und Großbritannien flogen zwischen Januar 1942 und April 1945 eine Reihe von Luftangriffen auf die Hauptstadt Bangkok. Phibunsongkhram plante in dieser Zeit den Bau einer neuen Hauptstadt im Landesinneren, in der schwer zugänglichen Provinz Phetchabun. Als der Premier im Juli 1944 in der Nationalversammlung offiziell die Verlegung der Hauptstadt vorschlug, wandte sich die Parlamentsmehrheit von ihm ab und er musste zurücktreten. Sein Nachfolger war Khuang Aphaiwong, der nach außen hin das Bündnis mit Japan aufrechterhielt, zugleich aber die Zusammenarbeit der Seri-Thai-Bewegung mit den Alliierten bewusst tolerierte.

## Zeitgeschichte

### Kriegsende und Nachkriegszeit
Nach Ende des Zweiten Weltkriegs begann eine politisch unruhige Zeit. Es bildeten sich drei maßgebliche politische Lager heraus. Linke und progressiv-liberale Kräfte um Pridi Phanomyong bildeten die Sahachip-Partei, die vor allem im Nordosten (Isan) stark und mit der Gewerkschaft Central Labor Union verbunden war. Royalistische Konservative, Vertreter des Adels und Großgrundbesitzes, setzten dem die Demokratische Partei entgegen. Teile des Militärs, die noch immer Phibunsongkhram anhingen und ihre Entmachtung durch Zivilisten nicht hinnehmen wollten, gründeten die Thammathipat-Partei („Herrschaft des Dharma“). Im September 1945 wurde Thailand wieder zurück in Siam benannt. Nachdem das Land auf die während des Zweiten Weltkrieges eroberten Gebiete in Birma und Malaya verzichtet hatte, erklärten die USA die thailändische Kriegserklärung von 1942 rückwirkend für null und nichtig und forderten keine Reparationen. Das Vereinigte Königreich, das direkte Kämpfe mit thailändischen Truppen in seinen südostasiatischen Kolonien erlebt hatte, verlangte zur Wiedergutmachung die Lieferung von 1,5 Millionen Tonnen Reis. Im Mai 1946 bekam das Land eine demokratische Verfassung. Anders als zuvor, wurden nach dieser alle Abgeordneten direkt vom Volk gewählt. Beamte und Soldaten wurden von politischen Ämtern ausgeschlossen.
Am 9. Juni 1946 kam der junge König Ananda Mahidol unter bis heute nicht geklärten Umständen ums Leben. Sein 18-jähriger Bruder Bhumibol Adulyadej sah sich plötzlich mit der Aufgabe konfrontiert, die Thronfolge zu übernehmen. Dem Antrag Siams auf Aufnahme in die Vereinten Nationen empfahl der Sicherheitsrat – nach Rückgabe der gewonnenen Gebiete in Kambodscha und Laos an Frankreich – in der Resolution 13 vom 12. Dezember 1946 zuzustimmen; die Aufnahme des Landes erfolgte am 16. Dezember.

### Bhumibol Adulyadej (Rama IX.)
König Bhumibol (1927–2016) studierte Naturwissenschaften in der Schweiz. Für seine neuen Aufgaben orientierte er sich jedoch um und schloss 1951 in Politik und Rechtswissenschaften ab. Zuvor wurde er am 5. Mai 1950 zum König gekrönt. Seither führte er in zahlreichen Entwicklungsprojekten, insbesondere für die Bewässerung unterentwickelter Landesteile, selbst Regie und kümmerte sich um Not und Probleme im Land. Das brachte ihm in der Bevölkerung größte Sympathie und Respekt bis hin zu Verehrung ein, und die Monarchie erlangte großes Prestige und Einfluss. Im Jahre 1987 erhielt der König nach einer Volksbefragung den Beinamen „Der Große“.

### Autoritäre Regierungen (1948 bis 1973)
1947 wurde die zivile Regierung durch einen erneuten Militärputsch gestürzt. Es regierte erneut Feldmarschall Phibunsongkhram. Ab dem 24. Juni 1949 war die offizielle Bezeichnung des Staates wieder Thailand. Die Regierung Phibunsongkhrams näherte sich im Zuge des Koreakrieges den USA an und entsandte (im Auftrag der Vereinten Nationen) thailändische Truppen nach Korea. Kurz bevor König Bhumibol von seinen Studien in der Schweiz nach Thailand zurückkehrte, setzten die führenden Militärs im „stillen Coup“ die Verfassung außer Kraft. So schalteten sie jeden Einfluss des Königs oder des Parlaments aus. Ebenfalls vor dem Hintergrund des beginnenden Kalten Kriegs und dem engen Bündnis mit den USA wurden im November 1952 um die 1000 Mitglieder der thailändischen Friedensbewegung verhaftet, der viele Kommunisten und chinesische Immigranten angehörten, aber auch der Dichter Kulap Saipradit, Studenten der Thammasat-Universität sowie die Frau und der Sohn des exilierten Pridi Phanomyong. 1954 wurde Thailand Mitglied der von den USA initiierten SEATO, die in Bangkok ihren Sitz hatte, und blieb es bis 1975. Die Regierungen der USA und das thailändische Militär pflegten in den folgenden Jahrzehnten intensive Kontakte, die sich später im Verlauf des Vietnam-Krieges für die US-Amerikaner auszahlten.

Feldmarschall Sarit Thanarat (1957)

Die Diktatur Phibunsongkhrams wurde ihrerseits durch einen Staatsstreich des Feldmarschalls Sarit Thanarat gestürzt, der zunächst durch eine Übergangsregierung Wahlen organisieren ließ und anschließend im Oktober 1958 im Rahmen einer autoritären „Revolution“ selbst die Regierung übernahm. Zwischen 1951 und 1955 sowie 1958 bis 1968 waren alle Parteien verboten. 1959 wurde eine neue provisorische Verfassung mit größeren Vollmachten für den Regierungschef in Kraft gesetzt. Sarit ging jedoch nicht nur brutal gegen politische Gegner vor, er bemühte sich auch um die Entwicklung des Landes, insbesondere des ländlichen Raums. Er verlängerte die Pflichtschulzeit auf sieben Jahre und gründete neue Universitäten, um den großen Bedarf an Lehrern und anderen Fachkräften zu decken. Er betrieb eine Abkehr von der Wirtschaftsentwicklung durch Staatsbetriebe hin zu marktwirtschaftlichen Prinzipien. Die thailändische Volkswirtschaft wuchs in den Sechzigerjahren rasant.
Der Feldmarschall hatte ein ausgezeichnetes Verhältnis zum jungen König Bhumibol Adulyadej. Er förderte die Verehrung des Volkes für den Monarchen als Mittel gegen den drohenden Kommunismus. Viele royalistische Riten, die nach dem Ende der absoluten Monarchie 1932 abgeschafft worden waren, wurden wieder eingeführt und das Bild des Königs als wohltätiger Landesvater propagiert. Die weit über repräsentative Funktionen hinausgehende Rolle, die Bhumibol im weiteren Verlauf der Geschichte hatte, geht maßgeblich auf diese Phase zurück. Nach Sarits Tod 1963 folgte ihm sein Stellvertreter, Feldmarschall Thanom Kittikachorn, an der Regierungsspitze nach.
Ab Mitte der 1960er-Jahre führten der Staat und die bewaffneten Einheiten der verbotenen Kommunistischen Partei Thailands (KPT) Krieg gegeneinander. Die Regierung bekämpfte Freischärler der „Volksbefreiungsarmee“ im Isan, die von der Volksrepublik China unterstützt wurden. 1965, während des Vietnamkrieges, gewährte die Regierung den USA das Nutzungsrecht von Flugplätzen. Die thailändischen Streitkräfte waren darüber hinaus selbst unter den größten Truppenstellern im Rahmen der sogenannten Free World Military Forces, die aufseiten der USA in Vietnam kämpften. 1967 waren bereits 40.000 amerikanische Soldaten in Thailand stationiert. Die Ausweisung von Thailand als Gebiet für Rest & Recreation (R&R; „Erholung und Entspannung“) während des Kriegs trug wesentlich zur Entwicklung des Landes als Tourismusdestination (allerdings auch zum „Sextourismus“) bei.
1968 erfolgte eine Verfassungsreform mit einer zusätzlichen Kammer für das Parlament. Wahlen wurden 1969 durchgeführt. Nach einer kurzen Phase mit demokratischen Rechten setzte Feldmarschall Thanom nach einem Staatsstreich am 17. November 1971 die Verfassung wieder außer Kraft und schaltete das Parlament aus.

### Zwischen Militärregierung, Demokratie und „Halbdemokratie“ (1973 bis 1988)
Im Juni 1973 begannen Massendemonstrationen für Demokratie, die von den Universitäten ausgingen und an denen bis zu 500.000 Menschen teilnahmen. Am 14. Oktober eskalierte die Armee ihr brutales Vorgehen, tötete 77 Menschen und verletzte über 800. Am gleichen Abend wurde der König aktiv. Er drängte die Militärmachthaber ins Exil und ernannte Sanya Dharmasakti, den parteilosen Rektor der Thammasat-Universität, zum Ministerpräsidenten. Nach der Wiederzulassung der Parteien 1974 und den anschließenden Wahlen wurde Seni Pramoj Premierminister. Seine Regierung zerbrach nach wenigen Monaten und sein Bruder Kukrit, der einer konkurrierenden Partei vorstand, folgte ihm im Amt. Die neue Verfassung beschnitt die Eingriffsmöglichkeiten der Regierung. Unter Kukrit nahm Thailand diplomatische Beziehungen zur Volksrepublik China auf, unter Preisgabe derjenigen zu Taiwan. Im Inneren musste sich Thailand gegen Guerilleros in der Provinz Nan wehren und sezessionistische Tendenzen im moslemischen Süden (Yala, Narathiwat, Pattani) unterbinden. In den folgenden Jahren litt das Land nicht nur an den Folgen der Ölkrise, sondern auch an den Flüchtlingsströmen aus den früheren französischen Kolonien (Französisch-Indochina). Etwa 300.000 Menschen wurden in Lagern im Nordosten untergebracht.
Außenpolitisch musste Thailand auf die kommunistische Machtübernahme in Laos, Vietnam und Kambodscha reagieren. Die Angst vor dem Domino-Effekt führte zur extremen Ablehnung von linksgerichteten und progressiven Kräften im Inland durch das Militär, einflussreiche Teile der Regierung und Gesellschaft. Armee und Innenministerium unterstützten ultrarechte Paramilitär-Bewegungen wie die „Roten Büffel“ und „Village Scouts“ und die antikommunistische Propagandaorganisation Nawaphon. Diese machten Hatz auf linke Parteien und Politiker, aktive Studenten, Gewerkschaften und Bauernorganisationen.
Das Militär verstärkte seinen Druck auf die zivile Regierung. Nach dem Massaker an der Thammasat-Universität, bei dem wenigstens 46 linksgerichtete Studenten und Demokratieaktivisten starben, löste Premier Seni Pramoj das Parlament auf und übergab die Macht an eine Militärjunta unter Admiral Sangad Chaloryu. Nach der Zerschlagung der Demokratiebewegung verstärkte sich der Zulauf zu den kommunistischen Aufständischen noch. Auch linksgerichtete Intellektuelle und Aktivisten schlossen sich ihnen an. Die „Volksbefreiungsarmee“ hatte über 6000 Kämpfer und die KPT behauptete, eine Million Sympathisanten zu haben. Die Regierung erklärte die Hälfte aller Provinzen für kommunistisch infiltriert. 1976–1977 amtierte der rechtsgerichtete Jurist Thanin Kraivichien als Premierminister. Dieser war ein Favorit des Königs. Sein fanatischer Antikommunismus ging aber selbst dem Militär zu weit und er wurde durch General Kriangsak Chomanan ersetzt. In der Folgezeit teilten die Militärs ihre Macht allerdings mit Zivilisten und hielten die verfassungsmäßigen Strukturen formal aufrecht.

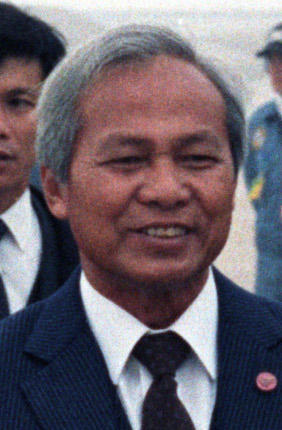
Prem Tinsulanonda (1984)

Kriangsak bemühte sich, die Beziehungen zu den sozialistischen Mächten China und Sowjetunion sowie den Staaten der Region zu verbessern. Damit konnte er die ausländische Unterstützung für die Aufständischen im Inland beenden. Im März 1980 wurde General Prem Tinsulanonda zum Premierminister ernannt. Er bot den Kämpfern und Aktivisten der KPT 1982 eine Amnestie an, die viele annahmen und in die Gesellschaft zurückkehrten. Prem begann mit der Liberalisierung der Wirtschaftspolitik und reaktivierte das parlamentarische System nach der Verabschiedung einer neuen Verfassung 1983, in welcher der Nationalversammlung ein ernannter Senat zur Seite trat. Die direkte Militärpräsenz in der Öffentlichkeit verschwand. Prem gelang es, sich mit Unterstützung des Königs als moderat darzustellen und die Wahlen zu gewinnen, letztlich blieb seine Regierung jedoch von autoritären Zügen geprägt. Das Regierungssystem kann daher als „Halbdemokratie“ bezeichnet werden. 1988 trat der General nach Unruhen zurück. Das Parlament wurde aufgelöst und freie Wahlen fanden statt, nach denen sich die Militärs aus der Tagespolitik zunächst zurückzogen.

### Demokratisierungsprozess mit Rückschlägen (1988 bis 2001)
Am 4. August 1988 wurde Chatichai Choonhavan, der bereits in den vorherigen Regierungen Ministerämter bekleidet hatte, nach dem Wahlsieg seiner Partei Premierminister. Unter Chatichai änderte sich die thailändische Außenpolitik. Man suchte wirtschaftliche Beziehungen zu seinen Nachbarn, besonders zu Myanmar. „Schlachtfelder in Märkte verwandeln“ war der neue Leitsatz in den internationalen Beziehungen. Die Unterstützung der ethnischen Minderheiten in Myanmar wurde eingestellt, die Politik des „Kalten Krieges“ gegen den Nachbarn hatte ausgedient. Ende der 1980er-Jahre boomte die Wirtschaft mit Wachstumsraten von bis zu 13 %. Die Wirtschaftsleistung verschob sich weiter von der Landwirtschaft hin zur Industrie und richtete sich stark auf Export aus. Thailand wurde zur zweiten Generation der Tigerstaaten (oder „Pantherstaaten“) gezählt. Die Infrastruktur wurde in dieser Zeit stark ausgebaut. Viele Dörfer bekamen erstmals Stromversorgung und Telefonanschluss. Viele Thailänder zogen trotzdem vom Land in die Städte. Bangkok entwickelte sich zu einer Weltstadt mit Bürohochhäusern und Stadtautobahnen, aber auch chronisch verstopften Straßen.

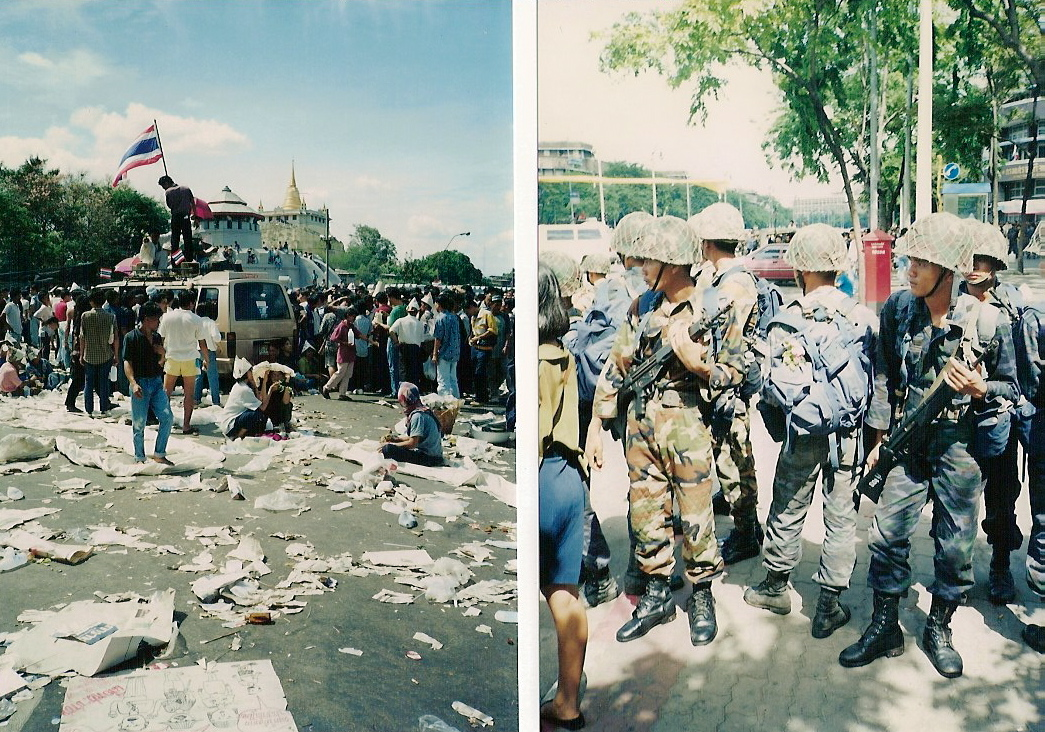
Demonstranten und Militär im „Schwarzen Mai“ 1992

Chatichai wurde am 23. Februar 1991 bei einem Militärputsch durch die Generäle Sunthorn Kongsompong und Suchinda Kraprayoon und weiteren Generälen des fünften Jahrgangs der Chulachomklao-Militärakademie gestürzt. Sie nannten sich selbst „Nationalrat zur Friedenssicherung“ (National Peace Keeping Council - คณะรักษาความสงบเรียบร้อยแห่งชาติ, kurz NPKC - รสช). Die Generäle warfen der gestürzten Regierung massive Korruption vor. Am 2. März 1991 wurde der Geschäftsmann Anand Panyarachun vom NPKC in die Position des Premierministers eingesetzt, die er etwa ein Jahr innehatte. Seine Antikorruptionsmaßnahmen waren sehr populär, waren aber der Militär-Clique nicht genehm. Daher wurde nach erneuten Wahlen im März 1992 einer der Anführer des Putsches, General Suchinda Kraprayoon, am 7. April zum Premierminister von Thailand ernannt, obwohl er kein gewählter Abgeordneter war. Alle Proteste gegen diese offenkundige Manipulation des politischen Systems wurden rigoros unterdrückt. Dies führte dazu, dass sich alle Kräfte der Opposition, einschließlich einiger prominenter Politiker, Akademiker, Arbeiterführer und Studenten zusammenschlossen. Unter der Führung des früheren Gouverneurs von Bangkok, Generalmajor Chamlong Srimuang wurde im Mai 1992 der größte Demonstrationszug veranstaltet, der bis dahin in Bangkok je zu sehen war. Militär wurde aufgefahren und eine Ausgangssperre verhängt. Der Versuch der Militärs, die Veranstaltung aufzulösen, führte dazu, dass mehrere Demonstranten auf ihrem Weg vom Sanam Luang zum Demokratiedenkmal erschossen wurden. Nach offiziellen Angaben gab es dabei 52 Tote, mehr als 150 Menschen wurden vermisst. Dieser Vorfall ging als der Schwarze Mai in die Geschichte des Landes ein. Nach diesen Vorfällen griff der König Thailands Bhumibol Adulyadej ein, um ein weiteres Blutvergießen zu verhindern. Am 24. Mai 1992 trat Suchinda als Premierminister zurück und ging ins Exil.
Der Royalist Anand Panyarachun wurde daraufhin vom König erneut für die Übergangszeit zum Premierminister ernannt, bis im September 1992 erneut Wahlen durchgeführt werden konnten. Nach einem erfolgreichen Wahlsieg der Demokratischen Partei Thailands wurde am 23. September 1992 Chuan Leekpai Premierminister von Thailand.
Nach der Parlamentswahl im Juli 1995 wurde Chuan von Banharn Silpa-archa von der Chart-Thai-Partei abgelöst. Er stand einer instabilen „7-Eleven-Koalition“ aus sieben Parteien und elf innerparteilichen Gruppen vor, die das Regierungsgeschäft in den Augen ihrer Kritiker wie einen Selbstbedienungsladen verstanden. Banharn wurde bekannt durch den Umstand, dass er als Verkehrs-, später Innen- und schließlich Premierminister einen Großteil des thailändischen Straßenbauetats in seiner Heimatprovinz Suphan Buri ausgab. Aufgrund der Skandale zerfielen Banharns Partei und seine Regierungskoalition und er musste für November 1996 vorgezogene Neuwahlen ansetzen, bei denen die Chart-Thai-Partei massiv verlor.
Wahlsiegerin war die Partei der Neuen Hoffnung des pensionierten Generals Chavalit Yongchaiyudh, der neuer Regierungschef wurde. Während der Regierungszeit Chavalits wurde am 11. Oktober 1997 eine neue Verfassung in Kraft gesetzt, das liberalste Grundgesetz in der Geschichte Thailands und eines der demokratischsten, das es je in Südostasien gegeben hat. Weil zum ersten Mal eine vom Volk gewählte Versammlung die Verfassung ausgearbeitet und Vertreter der Zivilgesellschaft intensiv zu ihr beigetragen hatten, bekam sie den Beinamen „Volksverfassung“. Im gleichen Jahr kam es aber auch zur Wirtschaftskrise in Thailand. Der Wert des Baht fiel rapide und Thailand war dem Staatsbankrott nahe. Da sich ein Teil der mitregierenden Thailändischen Bürgerpartei (die sogenannte Kobra-Gruppe) abspaltete und die Seiten wechselte, musste Chavalit am 6. November 1997 zurücktreten. Nachfolger wurde der Vorsitzende der Demokratischen Partei, Chuan Leekpai, der bereits von 1992 bis 1995 Premierminister gewesen war. Dieser bemühte sich, mithilfe des Internationalen Währungsfonds (IWF) die Wirtschaft des Landes wieder zu stabilisieren.

### Die Ära Thaksin Shinawatra (2001 bis 2006)

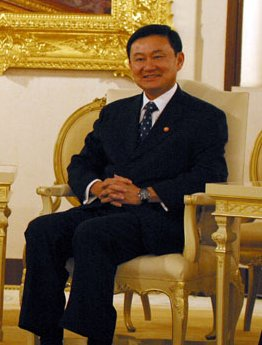
Thaksin Shinawatra 2002

Aus den Wahlen am 9. Februar 2001 ging Thaksin Shinawatra als neuer Premierminister hervor. Er übernahm das Amt von Chuan Leekpai und wurde bei den Wahlen am 6. Februar 2005 – als erster demokratisch gewählter Regierungschef in der thailändischen Geschichte – mit überwältigender Mehrheit in diesem Amt bestätigt. Bereits in der ersten Amtsperiode setzte die Regierung Thaksins zentrale Wahlversprechen seiner populistischen Thai-Rak-Thai-Partei (TRT) um: Schuldenmoratorium für Bauern, staatlich finanzierte Mikrokredite auf lokaler Ebene, allgemeiner Zugang zum Gesundheitssystem. Damit erwarb er sich große Popularität, vor allem bei der Landbevölkerung im Norden und Nordosten des Landes.
Allerdings zeigte Thaksin nach seinem Amtsantritt bald autoritäre Tendenzen. In einem „Krieg gegen Drogen“ starben 2003 fast 2500 Menschen. Menschenrechtsorganisationen zufolge fiel ein Großteil von ihren außergerichtlichen Hinrichtungen zum Opfer. Thaksins kompromissloses Vorgehen gegenüber den muslimisch-malaiischen Separatisten in den Südprovinzen führte zu einem Wiederaufflammen des zuvor ruhenden Konflikts, der zunehmend mit terroristischen Mitteln vonseiten der Separatisten und Islamisten, aber auch erheblicher Gewalt der thailändischen Sicherheitskräfte (auch gegen Zivilisten) geführt wurde. Der Südthailand-Konflikt hält bis heute an, bis Anfang 2016 starben dabei über 6500 Menschen. Außerdem wurden Thaksin Behinderung der Presse und persönliche Bereicherung seiner Familie vorgeworfen. Eine Gruppe namens Volksallianz für Demokratie (PAD), wegen der Königstreue ausdrückenden Farbe ihrer Kleidung auch „Gelbhemden“ genannt, organisierte monatelange Proteste, die am 2. April 2006 zu vorgezogenen Neuwahlen führten.
Thaksins Partei Thai Rak Thai gewann die Wahlen, allerdings hatten alle größeren Oppositionsparteien den Urnengang boykottiert. Das Parlament konnte sich schließlich nicht konstituieren, da in einigen Wahlbezirken nicht das erforderliche Quorum erreicht wurde und damit der Abgeordnete der TRT nicht gewählt wurde. Der Oberste Gerichtshof des Landes entschied am 8. Mai 2006, dass die Wahl vom 2. April ungültig sei. Neuwahlen waren nun für den 15. Oktober 2006 vorgesehen.

### Putsch, Militärherrschaft und politische Krise (2006 bis 2008)

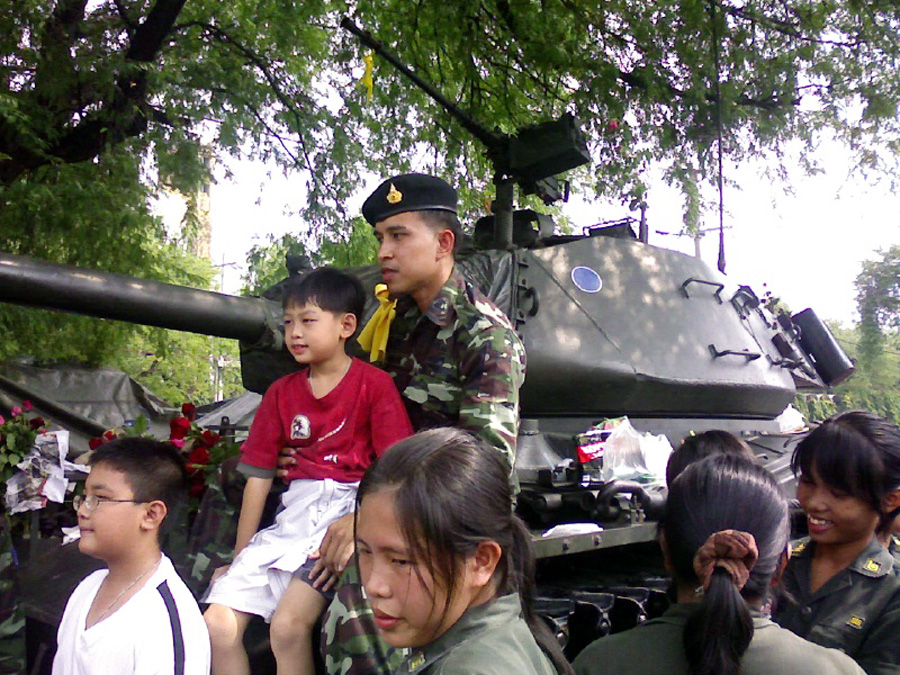
Bangkoker, die den Putsch begrüßen, machen Bilder von ihren Kindern mit den Soldaten.

Am 19. September 2006 kam es zu einem unblutigen Putsch. Polizei und Militärkräfte unter Führung des Oberkommandierenden des Heeres, Sonthi Boonyaratglin, besetzten Bangkok und entmachteten den geschäftsführenden Ministerpräsidenten Thaksin Shinawatra, der sich zu diesem Zeitpunkt bei der UN-Generalversammlung in New York aufhielt. Die Putschisten setzten die Verfassung von 1997 außer Kraft, lösten das Parlament, die Regierung und das Verfassungsgericht auf. Die Junta ernannte sich selbst zum „Rat für demokratische Reformen unter der konstitutionellen Monarchie“. Thaksin rief von New York aus den Notstand aus, was an seiner Entmachtung jedoch nichts änderte. Die Pressefreiheit wurde eingeschränkt. Der König forderte die Bevölkerung auf, Ruhe zu bewahren und den Anordnungen der neuen Machthaber zu folgen. Er sicherte den Putschisten am 20. September seine Unterstützung zu.
Der „Rat für demokratische Reformen“, an dessen Spitze General Sonthi stand, regierte mit Hilfe von Erlassen. Am 1. Oktober 2006 setzte er eine Übergangsregierung unter Führung des pensionierten Generals Surayud Chulanont ein, dessen Kabinett am 9. Oktober 2006 vom König vereidigt wurde.
Eine neue Verfassung, die die Rückkehr zur Demokratie ermöglichen sollte, wurde durch einen von der Militärführung bestimmten Verfassungsrat ausgearbeitet. Sie gewährt dem Militär mehr Einfluss, fördert kleinere Parteien und beschränkt den Einfluss gewählter Politiker, um so eine Machtkonzentration auf eine Person und eine Partei wie unter Thaksin zu verhindern. Am 19. August 2007 stimmten die Thailänder bei einer Volksabstimmung dem Verfassungsentwurf zu. Die Beteiligung lag allerdings nur bei 60 %, der Anteil der Ja-Stimmen bei 57 %. In 24 Provinzen im Norden und Nordosten gab es mehr Nein- als Ja-Stimmen.
Nach anfänglicher Hoffnung auf schnelle Reformen und einer Lösung des Konflikts im Süden des Landes manifestierte sich im Laufe von 2007 schon wieder Unzufriedenheit gegenüber der Übergangsregierung: Den einen war sie zu moderat, die anderen sträubten sich prinzipiell gegen eine vom Militär beeinflusste Regierung. Die heterogene Koalition der Verfassungsgegner besteht vor allem aus ehemaligen Thaksin-Anhängern sowie aus überzeugten Demokraten, die eine Beteiligung der Militärs an der Regierung grundsätzlich ablehnen, da Thailand hiermit zu einer „gelenkten Demokratie“ zurückkehre. Einige von ihnen schlossen sich zur Demokratischen Allianz gegen Diktatur (United Front for Democracy Against Dictatorship, UDD) zusammen, die später als Bewegung der „Rothemden“ bekannt wurde.
Am 23. Dezember 2007 fanden Wahlen statt, aus denen die Partei der Volksmacht (PPP), eine Nachfolgepartei von Thaksins Thai Rak Thai, unter Samak Sundaravej als Siegerin hervorging. Die Demokratische Partei mit ihrem Spitzenkandidaten Abhisit Vejjajiva wurde zweitstärkste Kraft.

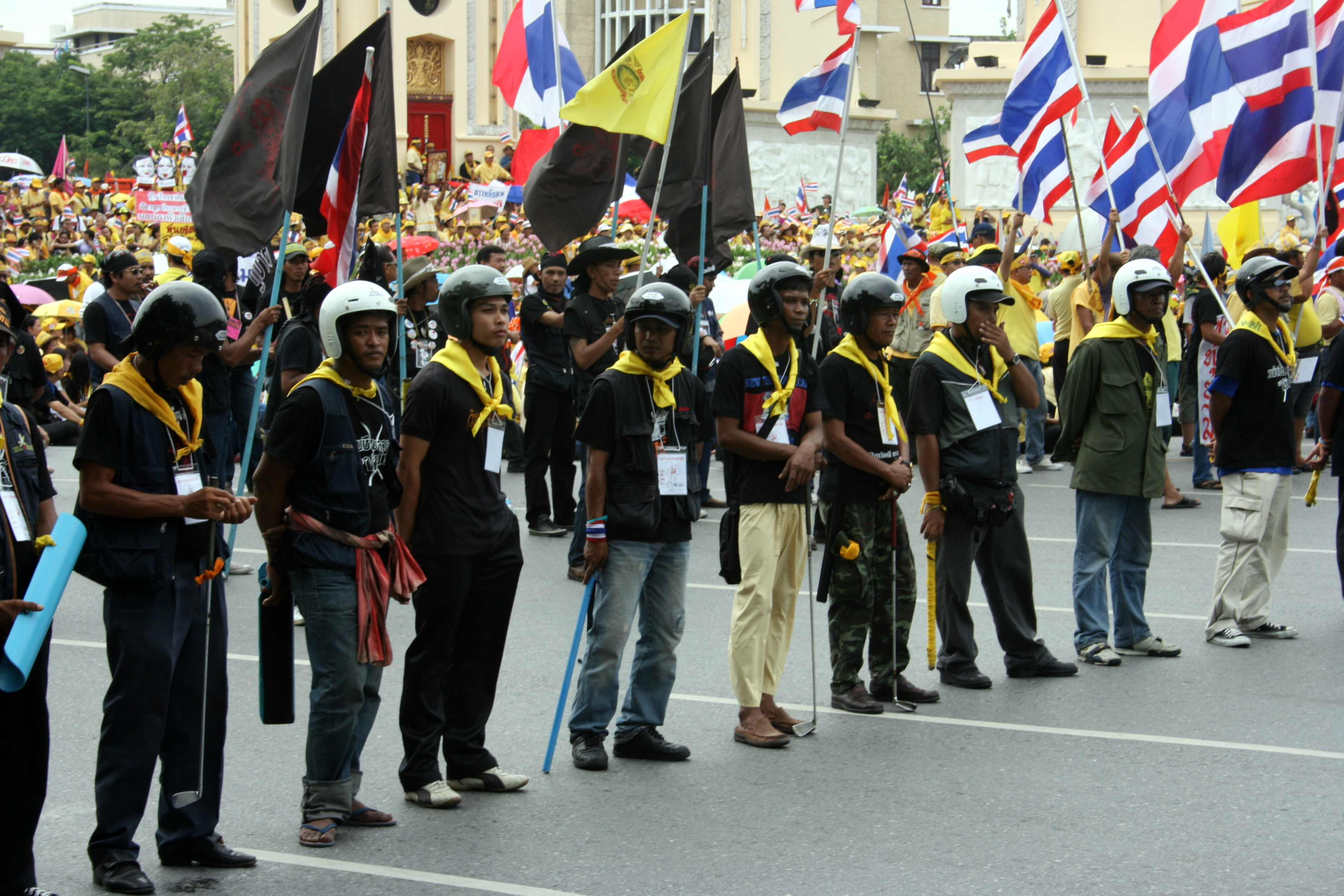
Protestierende Anhänger der PAD im August 2008

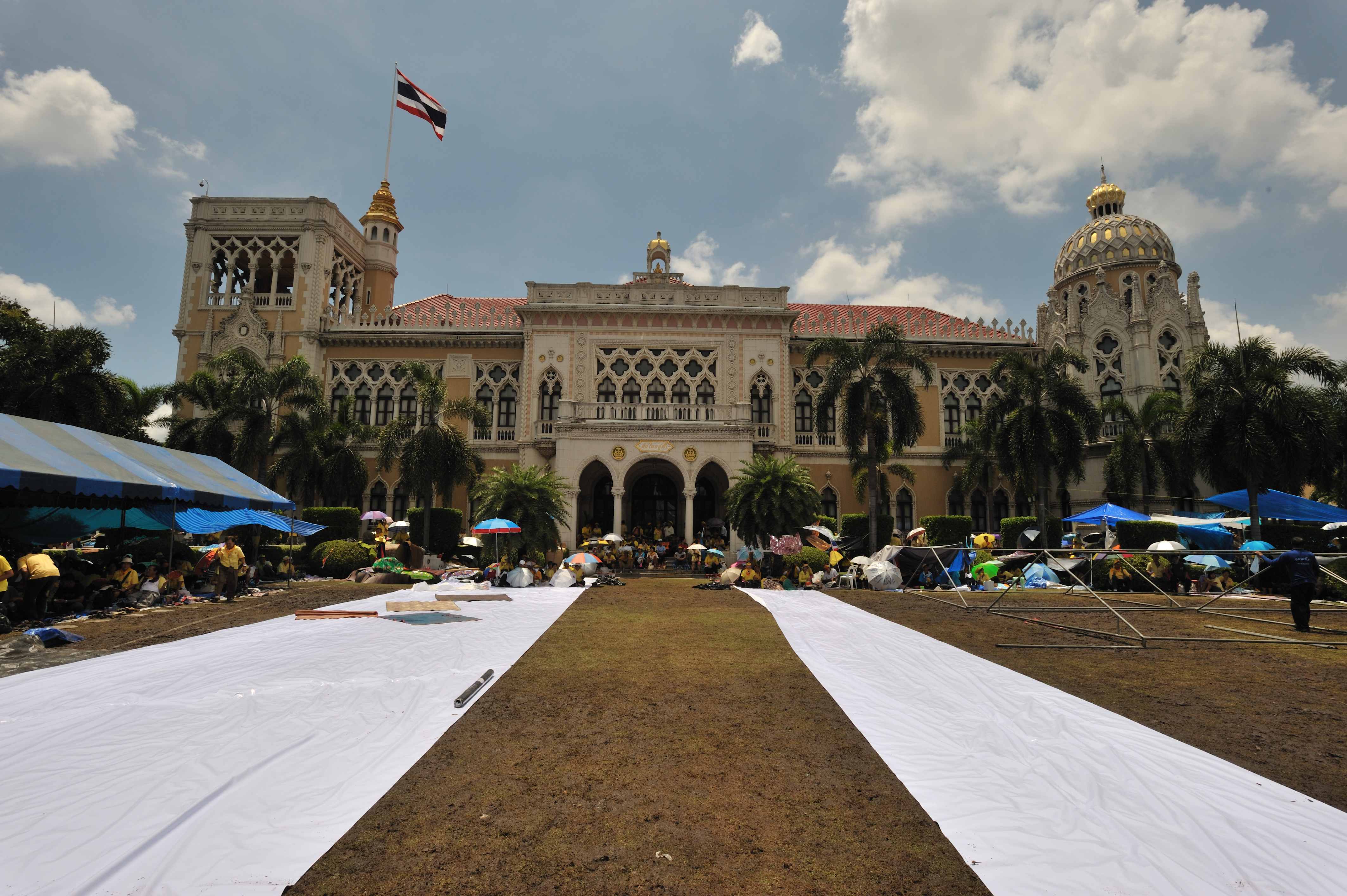
Proteste vor dem thailändischen Parlamentsgebäude

Ab Mai 2008 begannen verstärkte Proteste von Regierungskritikern um die Volksallianz für Demokratie („Gelbhemden“) und die oppositionelle Demokratische Partei, die Premierminister Samak Sundaravej Korruption und gestiegene Verbraucherpreise vorwarfen und seinen Rücktritt forderten. Unterstützer der Regierung organisierten sich dagegen in der UDD („Rothemden“).
Ende August 2008 besetzten mehrere tausend Protestierende der „Gelbhemden“ über mehrere Tage den Regierungssitz sowie vorübergehend die südthailändischen Flughäfen von Phuket, Krabi und Hat Yai. Mitglieder der Gewerkschaft und der Versorgungswerke bestreikten die Bahnverbindungen Bangkoks. Nach gewalttätigen Auseinandersetzungen zwischen Anhängern und Gegnern der Regierung mit einem Todesopfer verhängte die Regierung am 1. September 2008 den Ausnahmezustand über Bangkok. Die staatliche Wahlkommission hatte unterdessen der Partei der Volksmacht (PPP) Betrug bei der Wahl am 23. Dezember 2007 vorgeworfen und einen Verbotsantrag gegen sie gestellt.
Am 9. September 2008 entschied das Verfassungsgericht, Samak aufgrund einer Angestelltentätigkeit als Moderator einer Kochsendung im Privatfernsehen, die gemäß der Verfassung nicht mit dem Amt des Premierministers vereinbar sei, seines Amtes zu entheben. Am 17. September 2008 wurde sein Stellvertreter Somchai Wongsawat, ein Schwager Thaksins, zum neuen Premierminister gewählt.
Nach der Wahl wurden die Proteste der Regierungsgegner unverändert fortgesetzt. Anfang Oktober 2008 wurde mit Chamlong Srimuang ein führender Vertreter der „Gelbhemden“ festgenommen. Am 7. Oktober 2008 kam es zu weiteren Ausschreitungen in Bangkok. Nachdem Protestierende das Parlamentsgebäude besetzt hatten, versuchte die Polizei gewaltsam, die Demonstrationen aufzulösen. Dabei kamen zwei Menschen ums Leben, mehr als 400 Personen wurden verletzt. Der stellvertretende Premierminister Chavalit Yongchaiyudh übernahm die Verantwortung für den Polizeieinsatz und erklärte seinen Rücktritt. Seine Forderung an das Militär, in der Regierungskrise mit einem Putsch einzugreifen, wurde vom Armeechef Anupong Paochinda zurückgewiesen.
Am 20. November 2008 wurde bei einem Anschlag mit einer Handgranate vor dem belagerten Parlamentsgebäude ein oppositioneller Demonstrant getötet. Die PAD verstärkte daraufhin ihre Aktionen; mehr als 50.000 Menschen versammelten sich in Bangkok zu Kundgebungen. Am 25. November 2008 wurde der internationale Flughafen Bangkok-Suvarnabhumi von Demonstranten besetzt, zwei Tage später auch der Inlandsflughafen Bangkok-Don Mueang. Der gesamte Flugbetrieb musste daraufhin eingestellt werden. Mehr als 250.000 Reisende konnten das Land nicht verlassen. Bei einem Bombenanschlag am 2. Dezember 2008 auf den Inlandsflughafen Don Mueang wurden über 20 Personen verletzt, eine davon tödlich.
Am selben Tag verfügte das Verfassungsgericht die Auflösung der Regierungspartei PPP und zwei ihrer Koalitionspartner wegen Wahlbetrugs. Premierminister Somchai und weiteren führenden Mitgliedern der PPP wurde die politische Tätigkeit für fünf Jahre untersagt. Somchai erklärte daraufhin seinen Rücktritt. Die verbliebenen PPP-Abgeordneten organisierten sich als Pheu-Thai-Partei neu. Als Übergangspremier wird Chaovarat Chanweerakul eingesetzt.
Am 15. Dezember 2008 wurde der bisherige Oppositionsführer Abhisit Vejjajiva zum Premierminister gewählt, nachdem einige Abgeordnete der Regierungsfraktionen zum Lager der Demokratischen Partei übergelaufen waren. Die Regierung Abhisit Vejjajiva umfasste mit dem neuen Außenminister Kasit Piromya einen Politiker, der die Flughafenblockade ausdrücklich gut geheißen und die Aktionen der PAD unterstützt hatte.

### Unruhen der Rothemden (2009 und 2010)
Anfang April 2009 musste der ASEAN-Gipfel im thailändischen Pattaya abgebrochen werden, nachdem hunderte regierungskritische Demonstranten der „Rothemden“ den Tagungsort gestürmt hatten. Sie forderten den Rücktritt von Regierungschef Abhisit Vejjajiva, der ihrer Meinung nach nicht legitim an die Macht gekommen war. Dieser rief daraufhin den Notstand aus. Die politischen Unruhen griffen die nächsten Tage auch auf die Hauptstadt Bangkok über, wo bei Straßenkämpfen mit der Polizei und Soldaten zwei Menschen getötet wurden.

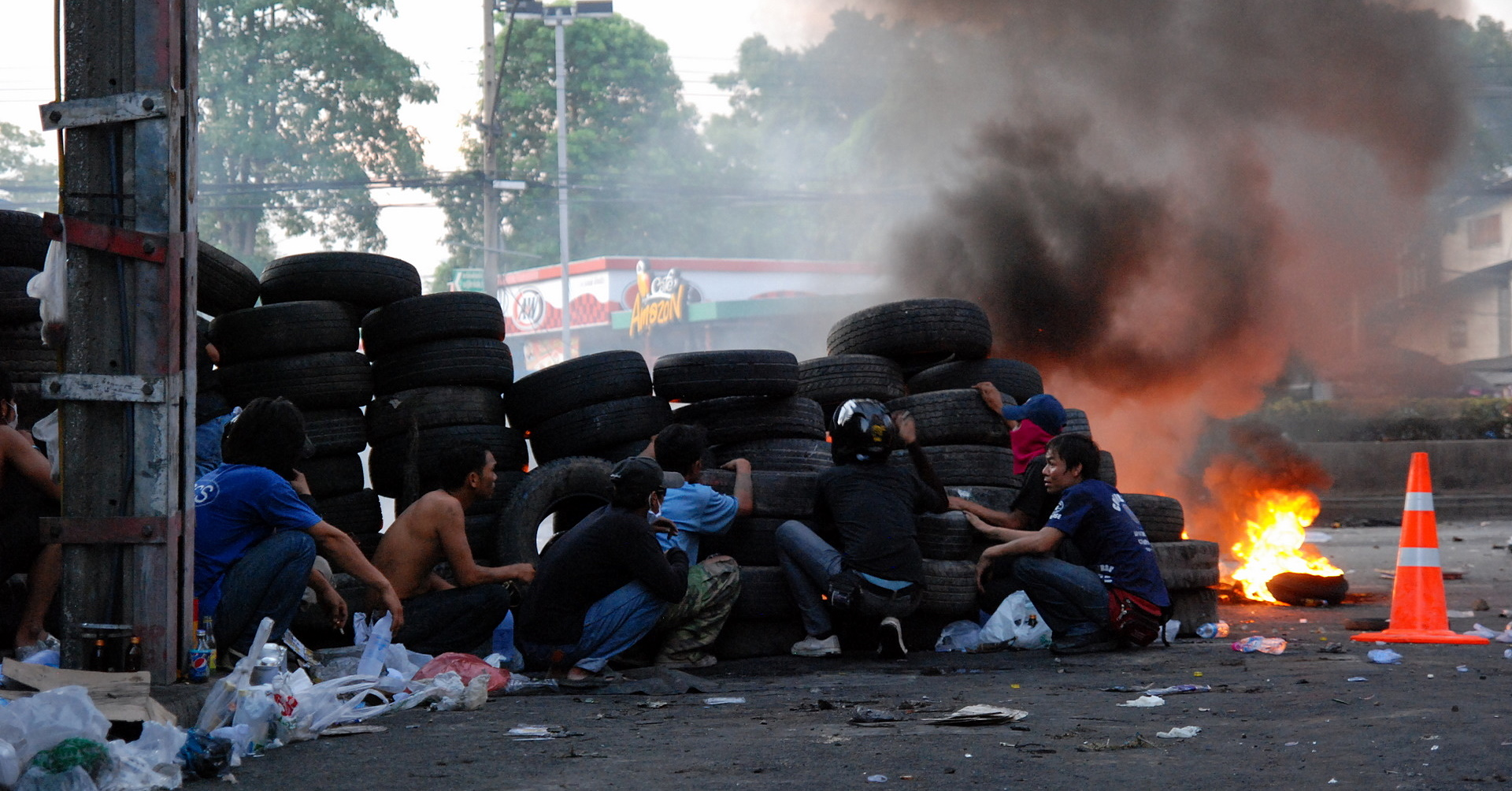
Rothemden verschanzen sich hinter Barrikaden aus Autoreifen (15. Mai 2010)

Im Frühjahr 2010 begannen die Proteste der „Rothemden“ erneut aufzuflammen. Dabei gingen Sicherheitskräfte massiv gegen die Demonstranten vor, was zu Toten und Verletzten führte. Mitte März 2010 strömten protestierende Rothemden in der Hauptstadt Bangkok zusammen, um auf die Regierung Abhisit Druck auszuüben. Rund 150.000 Protestierende besetzten die Phan-Fa-Brücke in der Altstadt. Am 17. März verschütteten Demonstranten ihr vorher in Behälter abgefülltes Eigenblut vor Premierminister Abhisit Vejjajivas Amtssitz, um symbolisch ein Opfer für die Demokratie zu bringen. Am 29. März scheiterten zweitägige Verhandlungen zwischen der Regierung und den Protestierenden und es wurde eine Weiterführung der Kundgebungen angekündigt. Am 3. April besetzten Rothemden die zentral gelegene Ratchaprasong-Kreuzung im Stadtteil Pathum Wan in der unmittelbaren Umgebung verschiedener Einkaufszentren und Hotels. Die Kreuzung blieb bis zum Sturm der Sicherheitskräfte das Zentrum der Demonstrationen.
Anfang Mai stellte Abhisit Vejjajiva aufgrund der andauernden Proteste einen Plan zu vorgezogenen Neuwahlen im November vor. Die Opposition stimmte grundsätzlich zu, forderte aber im Gegenzug einen festen Zeitplan zur Auflösung des Parlaments.
Bei einer neuerlichen Eskalation wurde einer der Anführer der Protestbewegung, Seh Daeng erschossen. Nach einer umfassenden Offensive der Armee, bei der erneut mehrere Menschen den Tod fanden, kapitulierten die Anführer der Regierungsgegner, worauf sich die Situation wieder beruhigte.

### Regierung Yingluck Shinawatra (2011 bis 2014)
Die Parlamentswahl am 3. Juli 2011 wurde von internationalen Beobachtern als weitgehend frei und fair beschrieben. Die Pheu-Thai-Partei unter Führung Yingluck Shinawatras, der Schwester des ehemaligen Premierministers Thaksin Shinawatra, errang dabei die absolute Mehrheit. Dennoch ging sie eine Koalitionsregierung mit mehreren kleineren Parteien ein. Gegner der Pheu-Thai-Partei warfen Yingluck vor, eine Marionette ihres vor der Strafverfolgung geflohenen Bruders zu sein. Thaksin selbst bezeichnete sie als seinen „Klon“.
In der zweiten Jahreshälfte 2011 ereignete sich die größte Flutkatastrophe seit 50 Jahren (Überschwemmungen in Thailand 2011). Weite Gebiete entlang des Mae Nam Chao Phraya waren überschwemmt, fast 400 Menschen kamen ums Leben. Es entstand ein Sachschaden von rund 11,8 Mrd. Euro mit weltweiten Auswirkungen.
Die Regierung Yingluck setzte rasch zwei der Hauptvorhaben der Pheu-Thai-Partei um: Steuernachlasse für Auto- und Hauskäufer sowie ein garantierter Mindestpreis für Reis. Zehn Prozent der Staatsausgaben flossen allein in das letztgenannte Programm, was zu einer rapide steigenden Staatsverschuldung und übervollen Speichern mit auf dem Weltmarkt unverkäuflichem Reis führte.
Im August 2013 beschloss das Parlament mit den Stimmen der Regierungsfraktionen eine Verfassungsänderung, der zufolge der Senat vollständig vom Volk gewählt werden sollte (bislang wurde nur die Hälfte der Senatoren gewählt, die andere Hälfte ernannt). Diese Änderung wurde jedoch vom Verfassungsgericht als unzulässig zurückgewiesen. Ebenfalls im August 2013 wurde ein Amnestiegesetz ins Parlament eingebracht, und auch Thaksin Shinawatra eine straflose Rückkehr nach Thailand erlaubt hätte.
Das löste ab Ende Oktober 2013 eine Welle von Massenprotesten der Opposition aus, der sich an manchen Tagen mehr als 100.000 Menschen anschlossen. Am 9. Dezember 2013 ließ die Ministerpräsidentin das Parlament auflösen und Neuwahlen ansetzen. Im Januar 2014 versuchte die Oppositionsbewegung, die keine Neuwahlen, sondern nicht näher bestimmte „Reformen“ durch einen ungewählten „Volksrat“ verlangte, das öffentliche Leben in Bangkok komplett lahmzulegen. Die Abhaltung der Wahl am 2. Februar wurde von militanten Regierungsgegnern so massiv gestört, dass sie vom Verfassungsgericht für ungültig erklärt wurde. Bei Schießereien und Bombenanschlägen auf die Oppositionsdemonstrationen und Gegendemonstrationen der Regierungsanhänger sowie Zusammenstößen mit der Polizei zwischen Ende November 2013 und Mai 2014 starben 28 Menschen, über 800 wurden verletzt. Am 7. Mai enthob das Verfassungsgericht Yingluck und mehrere ihrer Minister ihres Amtes.

### Militärherrschaft seit 2014
In dieser politischen Pattsituation erklärte der Oberkommandierende des Heeres, General Prayut Chan-o-cha am 20. Mai das Kriegsrecht und putschte zwei Tage darauf gegen die Regierung. Als Grund gab er den Wunsch an, der politischen Gewalt ein Ende setzen und das Land wieder befrieden zu wollen. Die Militärjunta erklärte „Das Volk wieder glücklich machen“ zu ihrem Motto. Zwei Monate nach dem Putsch wurde eine Übergangsverfassung erlassen. Nach dieser sollten verschiedene von der Junta eingesetzte Gremien eine neue permanente Verfassung erarbeiten und nach einer Phase der „Versöhnung“ das Land zur Demokratie zurückkehren. Der ursprüngliche Zeitplan dafür wurde jedoch immer wieder verzögert. Einen ersten Entwurf für eine neue Verfassung ließ der von Militärs dominierte „Nationale Reformrat“ im September 2015 scheitern. Ein zweiter Entwurf wurde schließlich im August 2016 in einem Referendum mit 61 % der Stimmen (ca. 55 % Wahlbeteiligung; eine öffentliche Kampagne gegen den Entwurf war verboten) angenommen. Der Termin für Parlamentswahlen wurde mehrfach verschoben.
Eine Parlamentswahl wurde im März 2019 abgehalten. Zuvor hatte sich die Militärjunta jedoch durch einen von ihr ernannten Senat und eine Verpflichtung künftiger Regierungen auf einen „nationalen strategischen Plan“ fortgesetzten Einfluss gesichert.

### Allgemein
- David K. Wyatt: Thailand – A Short History. 2. Auflage. Yale University Press, New Haven u. a. 2003, ISBN 0-300-08475-7. (auch: Silkworm Books, Chiang Mai 2004, ISBN 974-9575-44-X)
- Chris Baker, Pasuk Phongpaichit: A History of Thailand. 4. Auflage. Cambridge University Press, Cambridge 2022, ISBN 978-1009014830.
- Barend J. Terwiel: Thailand's Political History. From the 13th Century to Recent Times. River Books, Bangkok 2011, ISBN 978-974-9863-96-1.
- Volker Grabowsky: Kleine Geschichte Thailands C. H. Beck, München 2010, ISBN 978-3-406-60129-3. (Rezension)

### Einzelne Epochen
- Frühgeschichte

Pisit Charoenwongsa, M. C. Subhadradis Diskul: Thailand. Wilhelm Heyne Verlag (Reihe Archaeologia Mundi), München 1978, ISBN 3-453-35022-7.
- Sukhothai

Alexander Brown Griswold: Towards A History Of Sukhothai Art. The Fine Arts Department, Bangkok 1967 (oh. ISBN)
Betty Gosling: Sukhothai Its History, Culture, And Art. Asia Books (Oxford University Press), Bangkok 1991, ISBN 974-8206-85-8.
- Ayutthaya

Derick Garnier: Ayutthaya – Venice of the East. River Books, Bangkok 2004, ISBN 974-8225-60-7.
Dirk Van Der Cruysse (Michael Smithies Transl.): Siam And The West – 1500–1700. Silkworm Books, Chiang Mai 2002, ISBN 974-7551-57-8.
Richard D. Cushman (David K. Wyatt Ed.): The Royal Chronicles Of Ayutthaya. The Siam Society, Bangkok 2000, ISBN 974-8298-48-5.
- Chakri-Dynastie

Prince Chula Chakrabongse of Thailand: Lords Of Life, The Paternal Monarchy Of Bangkok. Alvin Redman, London 1960.
Michael Steinmetz: Siam im Jahr 2475 (1932): Das Ende der absoluten Monarchie. Southeast Asien Studies of Humboldt-University, Berlin 2000, ISSN 1432-2811.
- Neuzeit

Daniel Fineman: A Special Relationship : the United States and military government in Thailand. Univ. of Hawaii Press, Honolulu 1997, ISBN 0-8248-1818-0.